# 13. Februar
Der 13. Februar ist der 44. Tag des gregorianischen Kalenders, somit bleiben 321 Tage (in Schaltjahren 322 Tage) bis zum Jahresende.

## Ereignisse

### Politik und Weltgeschehen

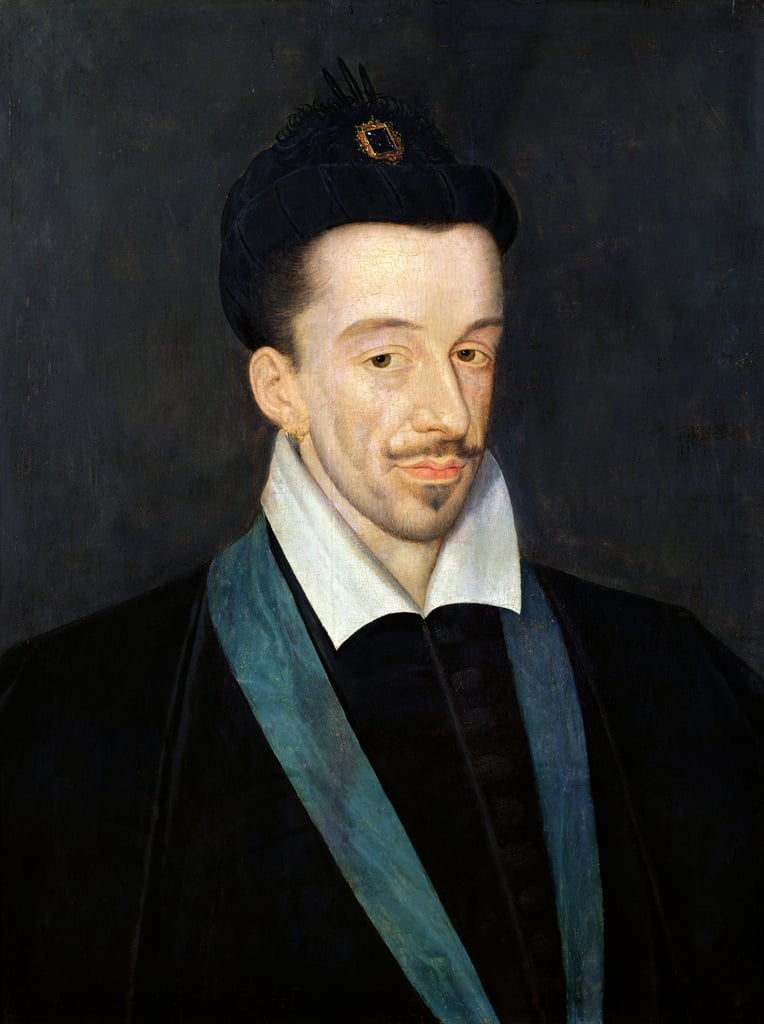
1575: Heinrich III. von Frankreich

- 0106: Kaiser He von Han stirbt im Alter von 26 Jahren ohne einen mündigen Erben. Nachfolger wird sein einjähriger Sohn Liu Long als Kaiser Shang von Han.
- 0962: Im Privilegium Ottonianum bestätigt Kaiser Otto I. Papst Johannes XII. die Pippinische Schenkung und die Existenz des Kirchenstaats, verlangt jedoch den Treueeid jeden Papstes gegenüber dem Kaiser.
- 1021: Der von den Drusen vergottete Fatimiden-Kalif Al-Hākim bi-amr Allāh verschwindet unter ungeklärten Umständen. Man nimmt an, dass er bei seinem Ausritt ermordet wird.
- 1465: Kaiser Friedrich III. billigt nach 15 Monaten den Frieden von Zeilsheim, der einen Schlussstrich unter die Mainzer Stiftsfehde zieht.
- 1542: Heinrich VIII. von England lässt seine fünfte Frau Catherine Howard wegen Untreue im Tower of London hinrichten.

- 1575: Heinrich III. von Frankreich wird in der Kathedrale von Reims zum König gekrönt und heiratet zwei Tage später Louise de Lorraine-Vaudémont.
- 1668: Der Friede von Lissabon beendet den Restaurationskrieg. Karl II. von Spanien erkennt die portugiesische Unabhängigkeit unter Alfons VI. an.

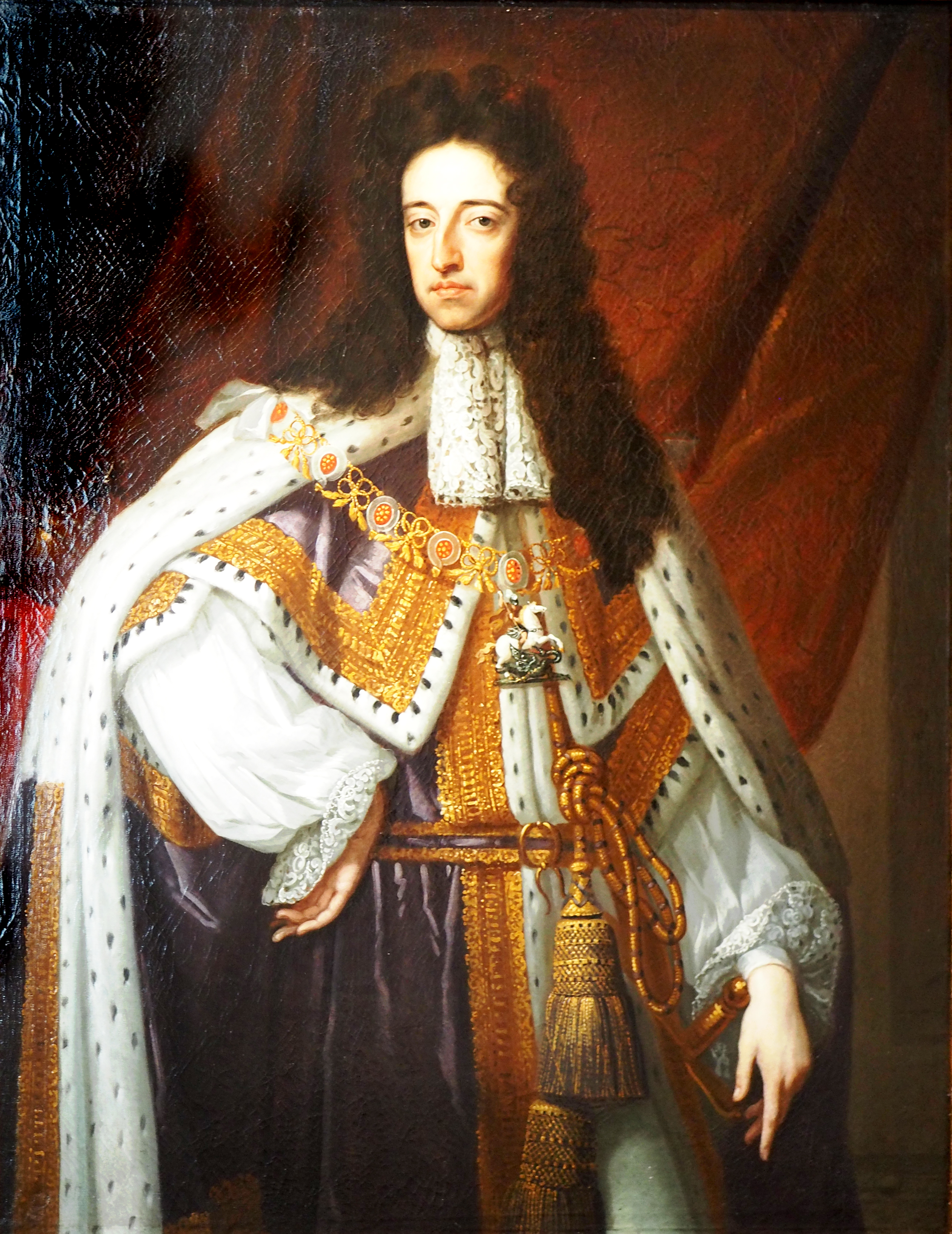
1689: Wilhelm III. von England

- 1689: Nach der Anerkennung der Bill of Rights werden Wilhelm III. und seine Frau Maria II. vom englischen Parlament gemeinsam als Regenten anerkannt.
- 1692: Weil das Familienoberhaupt zu spät zur Eidesleistung auf den englischen König Wilhelm von Oranien nach der Niederschlagung des Jakobitenaufstandes erschienen ist, wird der schottische MacDonalds-Clan Opfer im Massaker von Glencoe, bei dem über 30 Clanmitglieder sofort ums Leben kommen. 40 Frauen und Kinder sterben in der Folge, weil ihre Häuser niedergebrannt worden sind.
- 1706: Im Großen Nordischen Krieg siegen die Schweden unter Carl Gustaf Rehnskiöld in der Schlacht bei Fraustadt über das sächsisch-russische Heer, das von Matthias Johann von der Schulenburg kommandiert wird.
- 1739: Das von Großmogul Muhammad Shah zur Verteidigung ausgesandte Heer unterliegt in der Schlacht von Karnal den mit dem persischen Herrscher Nadir Schah an der Spitze ins Mogulreich eingedrungenen Truppen, die zahlenmäßig überlegen sind.
- 1820: Charles Ferdinand d’Artois wird nach einem Besuch der Pariser Oper von Louis Pierre Louvel niedergestochen. Der Täter will vorsätzlich den einzigen Erben des Geschlechts der Bourbonen umbringen. Am nächsten Tag stirbt das Attentatsopfer.
- 1849: Das erste deutsche Schiff mit Auswanderern nach Australien, die Goddefroy, kommt in Melbourne an. Unter den Forty-Eighters befinden sich viele nach der Deutschen Revolution politisch Verfolgte.

1861: Königreich beider Sizilien

- 1861: Beider Siziliens König Franz II. kapituliert mit der Festung Gaeta vor der Armee König Viktor Emanuels während des italienischen Risorgimento.
- 1919: Das Kabinett Scheidemann übernimmt vom bislang als Reichsregierung fungierenden Rat der Volksbeauftragten die Amtsgewalt in Deutschland.
- 1939: In den letzten Tagen des Spanischen Bürgerkriegs gibt Francisco Franco ein Dekret über das Verfahren mit politischen Missetätern heraus, das Aktivitäten, die von Franco als umstürzlerische Tätigkeit angesehen werden, bis zurück in das Jahr 1934 rückwirkend unter Strafe stellt.

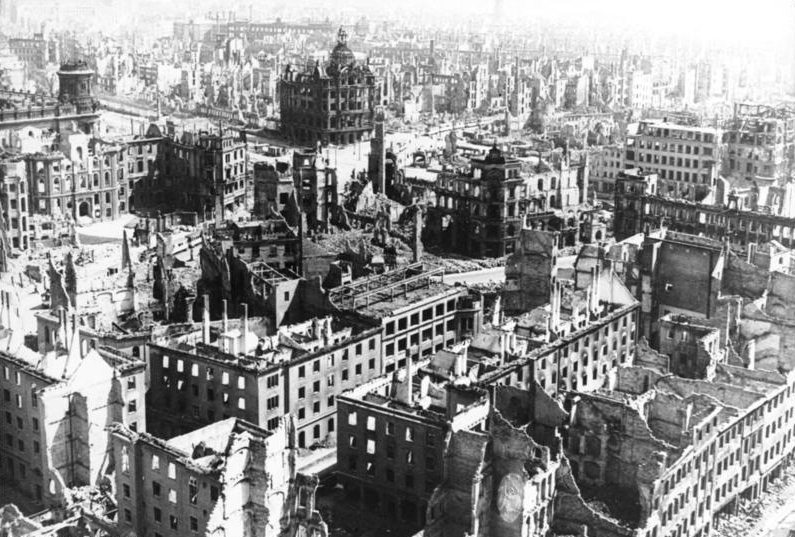
1945: Blick auf die zerstörte Innenstadt Dresdens

- 1945: Am Faschingsdienstag beginnen dreitägige alliierte Luftangriffe auf Dresden. Bei dem Flächenbombardement und dem darauf folgenden Feuersturm kommen zwischen 18.000 und 25.000 Menschen ums Leben, Dresdens Innenstadt wird beinahe vollständig zerstört.
- 1945: Mit der Kapitulation der von der Roten Armee eingekesselten deutschen Einheiten in Budapest endet die seit dem 25. Dezember verbissen geführte Schlacht um die Stadt im Zweiten Weltkrieg, nachdem einige Stunden zuvor ein Ausbruchsversuch aus der Stadt misslungen ist. Das Oberkommando der Wehrmacht hat die besondere Kraftanstrengung, die rund 100.000 Wehrmachtsoldaten das Leben gekostet hat, mit der strategischen Mission begründet, dort Wien zu verteidigen.
- 1953: Mehrere frühere Mitglieder der SS werden zum Teil in Abwesenheit in Bordeaux von einem Militärtribunal wegen des Massakers von Oradour-sur-Glane verurteilt. Der abwesende Heinz Lammerding und zwei andere Personen werden zum Tode verurteilt – das Urteil wird jedoch nie vollstreckt –, die anderen erhalten mehrjährige Haftstrafen.

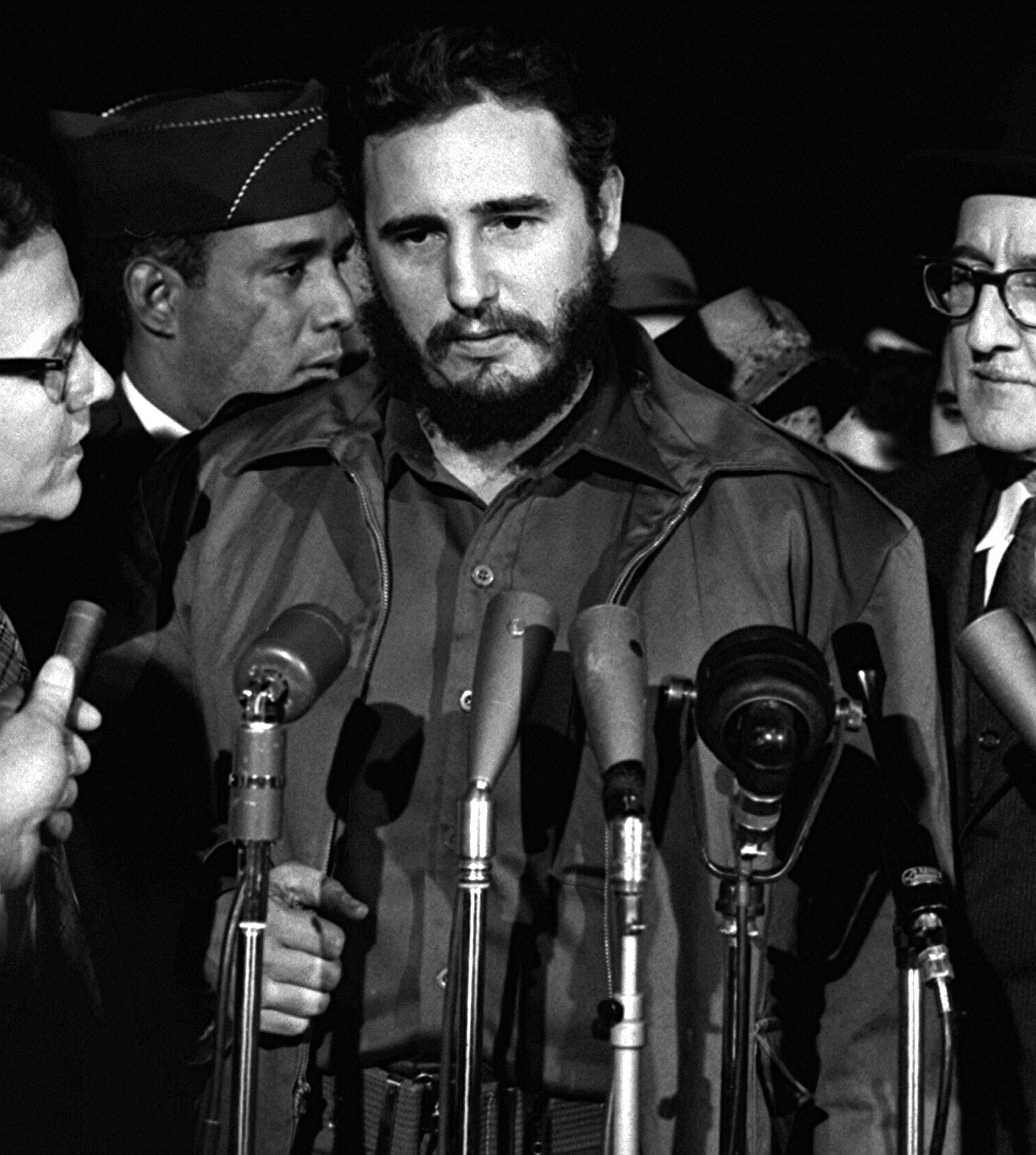
1959: Fidel Castro

- 1959: Nach dem Sieg der Revolutionäre über das Batista-Regime auf Kuba übernimmt Fidel Castro das Amt des Ministerpräsidenten.
- 1960: Der erste Atomwaffentest Frankreichs mit Codenamen Gerboise Bleue findet nahe Tanezrouft in der Algerischen Wüste statt.
- 1971: Das Auffinden einer Maschinenpistole bei einer polizeilichen Verkehrskontrolle in Bad Godesberg führt zum Entdecken der Wehrsportgruppe Hengst.
- 1975: Der aus den Reihen der Zyperntürken stammende Politiker Rauf Denktaş proklamiert den Türkischen Bundesstaat von Zypern auf der Insel Zypern. Bei Zyperngriechen und der internationalen Politik stößt er damit auf Ablehnung.
- 1976: Bei einem Umsturzversuch wird Nigerias Machthaber Murtala Mohammed in seiner Limousine erschossen.
- 1984: In der Sowjetunion wird Konstantin Tschernenko zum Generalsekretär der KPdSU und zum Staatsoberhaupt gewählt. Er folgt auf den vier Tage zuvor verstorbenen Juri Andropow.
- 1991: Die Rote Armee Fraktion beschießt die US-amerikanische Botschaft in Bonn. Es wird jedoch niemand verletzt.

1993: Partei Mensch Umwelt Tierschutz

- 1993: In Bonn wird die Partei Mensch Umwelt Tierschutz (MUT) gegründet. Ingeborg Bingener wird einstimmig zur ersten Bundesvorsitzenden gewählt.
- 2002: Deutschland übernimmt eine führende Rolle beim Aufbau der Polizei in Afghanistan.
- 2005: Zum 60. Jahrestag der Bombenangriffe wehren sich mehrere Zehntausend Dresdner mit friedlichem Gedenken gegen den Missbrauch des Tages durch marschierende Neonazis.
- 2010: Zum 65. Jahrestag der Bombenangriffe blockieren Tausende Dresdner und Angereiste in Dresden-Neustadt einen geplanten „Trauermarsch“ der rechtsextremen Szene, der durch die Junge Landsmannschaft Ostdeutschland angemeldet wurde und zum größten Aufmarsch der rechten und rechtsextremen Szene seit Ende des Zweiten Weltkriegs werden sollte. Auf der anderen Elbseite in der Dresdner Altstadt beteiligten sich außerdem mehr als 10.000 Menschen an verschiedenen Veranstaltungen und Gottesdiensten zum friedlichen Gedenken an die Opfer des Zweiten Weltkrieges.

### Wirtschaft
- 1881: Die erste Ausgabe der radikal-feministischen Zeitschrift La Citoyenne von Hubertine Auclert erscheint in Paris.
- 1883: Die Deutsche Reichsbank richtet in den größeren Städten Deutschlands Abrechnungsstellen ein, um den Banken den Ausgleich ihrer gegenseitigen Forderungen zu erleichtern.
- 1888: Die Financial Times erscheint erstmals in London; unter diesem Titel wird der rund einen Monat zuvor herausgebrachte London Financial Guide weitergeführt.

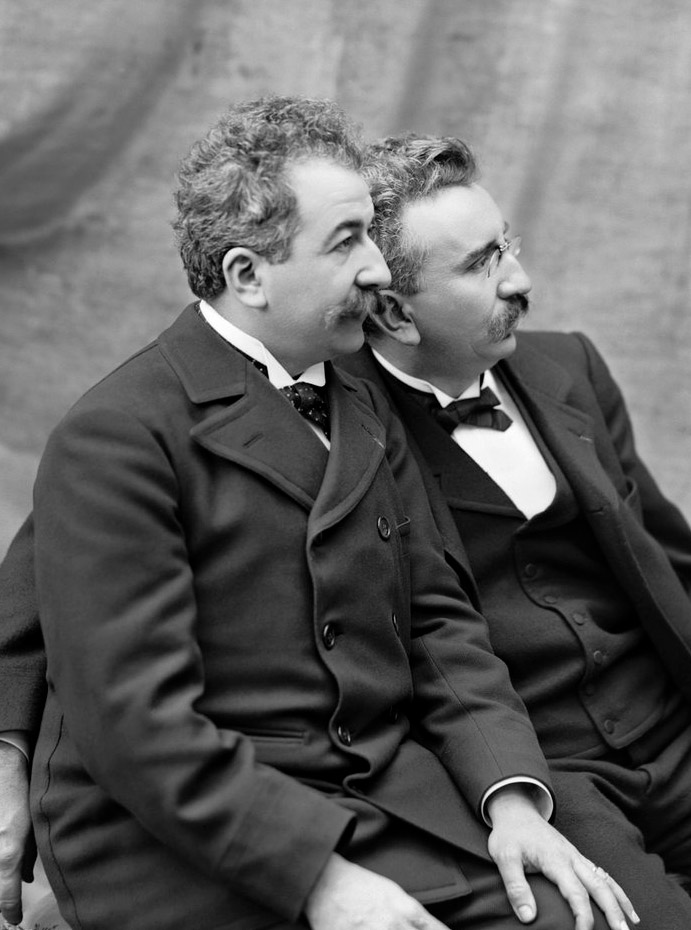
1895: Auguste und Louis Lumière

- 1895: Die Brüder Lumière lassen in Paris ihren Cinématographe patentieren.
- 1981: Der australische Medienunternehmer Rupert Murdoch erwirbt die traditionsreichen Londoner Zeitungen The Times und The Sunday Times.

### Wissenschaft und Technik
- 1419: Die Universität Rostock wird von den Herzögen Johann IV. und Albrecht V. von Mecklenburg und dem Rat der Hansestadt Rostock gegründet, die heute drittälteste Hochschule Deutschlands und die älteste Universität im Ostseeraum.

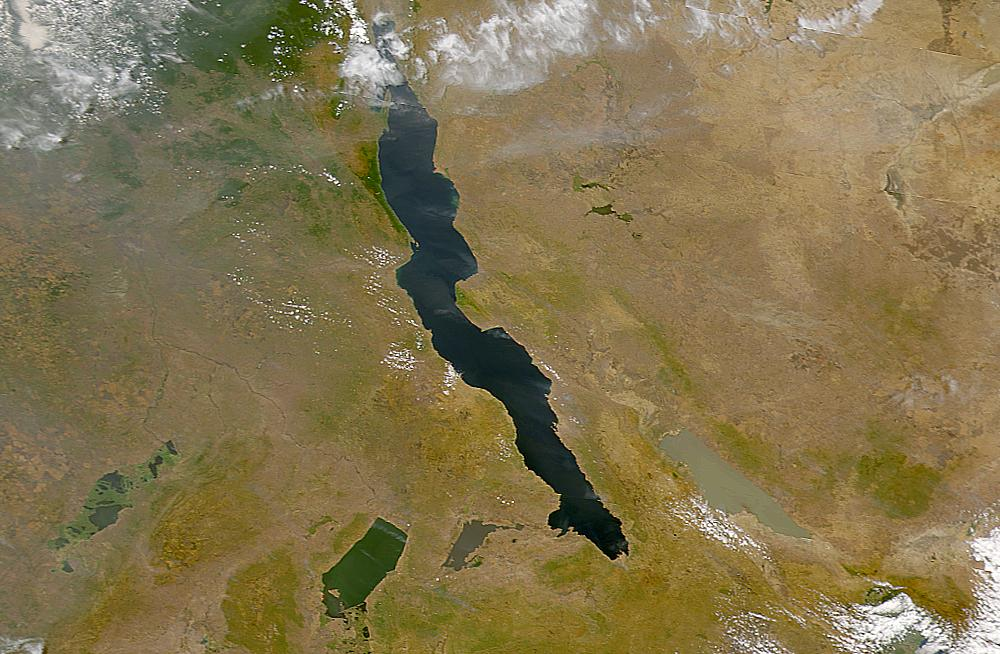
1858: Tanganjikasee

- 1804: Die weltweit erste Dampflokomotive absolviert in Wales ihre Jungfernfahrt.
- 1858: Auf der Suche nach der Quelle des Nils dringen die britischen Afrikaforscher Richard Francis Burton und John Hanning Speke als erste Europäer zum Tanganjikasee vor.
- 1880: Thomas Alva Edison beobachtet erstmals die thermische Emission von Elektronen aus einer geheizten Kathode, später Edison-Richardson-Effekt genannt.
- 1954: Mit dem Errichten der Mawson-Station für Forschungszwecke in der Antarktis untermauert Australien seine Ansprüche auf das Australische Antarktis-Territorium.
- 1955: Im indischen Bundesstaat Gujarat beginnt die Archaeological Survey of India mit der Ausgrabung der Stadt Lothal, die der Indus-Kultur im Altertum zuzurechnen ist.
- 1960: Frankreich führt seinen ersten Kernwaffentest im algerischen Teil der Sahara beim Ort Reggane durch.
- 1969: Die erste Herztransplantation in Deutschland wird unter Leitung von Rudolf Zenker in München durchgeführt. Aufgrund des vorgeschädigten Spenderherzes überlebt der Patient nur 27 Stunden.
- 2007: Der französische Hochgeschwindigkeitszug TGV stellt mit 553 km/h einen neuen Geschwindigkeitsweltrekord für Schienenfahrzeuge auf. Bereits am 3. April 2007 wird der Rekord auf 574,8 km/h erhöht.

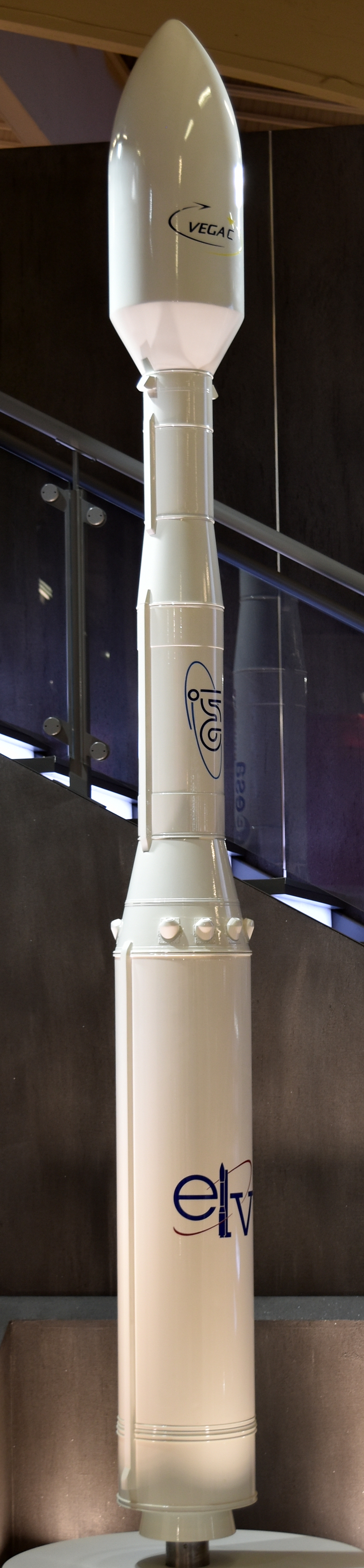
2012: Modell der Vega C

- 2012: Die europäische Trägerrakete Vega absolviert ihren Erstflug ins All erfolgreich.

### Kultur
- 1657: In München findet die Uraufführung des musikalischen Dramas Oronte von Johann Caspar von Kerll statt.
- 1876: In Moskau erfolgt die Uraufführung der Oper Angelo von César Cui.
- 1905: In Brüssel wird die Oper King Arthur von Isaac Albéniz uraufgeführt.
- 1938: Am Théâtre des Bouffes-Parisiens in Paris erfolgt die Uraufführung der Operette Les Petites Cardinales von Arthur Honegger und Jacques Ibert.
- 1947: Mit der Ausstrahlung als Hörspiel durch den Nordwestdeutschen Rundfunk erlebt Wolfgang Borcherts Draußen vor der Tür seine Uraufführung.
- 1970: Black Sabbath, das Debütalbum der gleichnamigen Band erscheint.
- 1985: Die originalgetreu rekonstruierte Semperoper wird mit Carl Maria von Webers Freischütz – der letzten vor der Schließung 1944 aufgeführten Oper – wiedereröffnet.
- 1996: In den USA erscheint All Eyez on Me des Rappers 2Pac, das erste Doppelalbum in der Geschichte des Hip-Hop.
- 1996: Die britische Boygroup Take That gibt ihre Trennung bekannt, dies genau an dem Tag, an dem das ehemalige Mitglied Robbie Williams seinen 22. Geburtstag begeht. Es folgt ein Chaos unter tausenden weiblichen Fans in der ganzen Welt, vor allem in Europa, Notfall-Telefone werden eingerichtet.
- 2000: Einen Tag nach dem Tod von Charles M. Schulz erscheint der letzte Peanuts-Comicstrip in den Sonntagszeitungen.

### Gesellschaft

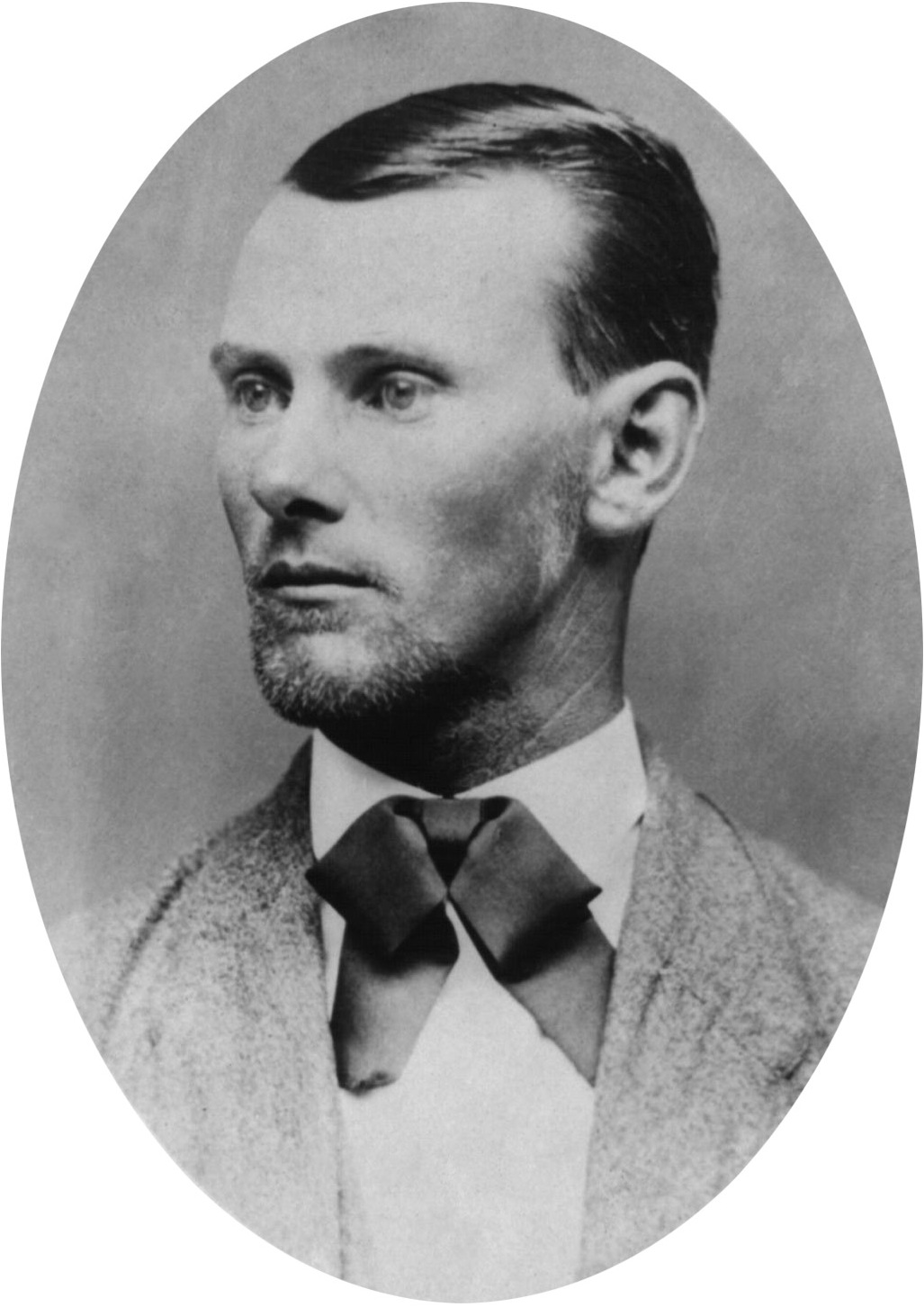
1866: Jesse James

- 1866: Die James-Younger-Gang um Frank und Jesse James begeht mit dem Überfall auf die Clay County Savings Association in Liberty (Missouri) den ersten Banküberfall in den Vereinigten Staaten nach dem Bürgerkrieg.
- 1934: Das sowjetische Expeditionsschiff Cheliuskin sinkt nach monatelanger unkontrollierter Drift bei der Erkundung der Nordostpassage in der Tschuktschensee. Das Ereignis, bei dem sich 104 der 105 an Bord befindlichen Personen auf eine Eisscholle retten können, führt in der Folge zur Stiftung der Auszeichnung Held der Sowjetunion.
- 1935: Bruno Richard Hauptmann wird in Flemington, New Jersey, von den Geschworenen im Prozess um die Ermordung des Lindbergh-Babys schuldig gesprochen und vom Richter zum Tode verurteilt.
- 1999: Der Asylbewerber Farid Guendoul stirbt in Guben, Brandenburg, auf der Flucht vor Rechtsradikalen.
- 2003: Im Zusammenhang mit betrügerischen Umtrieben der Nigeria-Connection erschießt ein betrogener tschechischer Staatsbürger den nigerianischen Botschafter in Prag.

### Religion
- 1160: Alexander III. wird von Gegenpapst Viktor IV. exkommuniziert, nachdem er sich geweigert hat, auf dem von Friedrich Barbarossa einberufenen Reichstag von Pavia zu erscheinen.

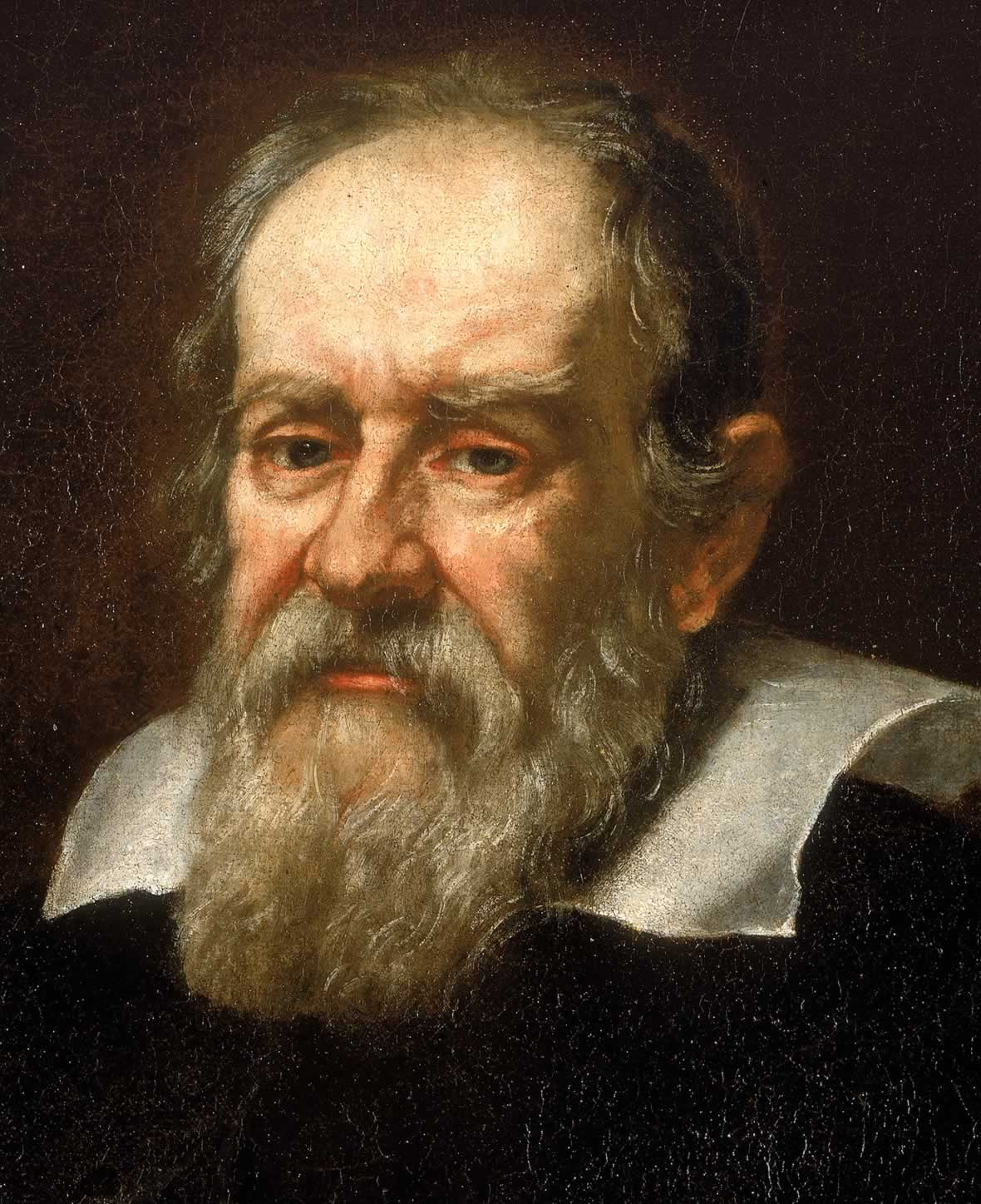
1633: Galileo Galilei

- 1633: Galileo Galilei kommt in Rom an, wo er sich der Inquisition zu stellen hat.
- 1827: In der Enzyklika Quanta laetitia strukturiert Papst Leo XII. die Römisch-katholische Kirche in Schottland neu.

### Katastrophen
- 1857: Nach dem Ablegen in New York verschwindet der Passagierdampfer Tempest der britischen Anchor Line mit 150 Menschen an Bord spurlos auf dem Nordatlantik.
- 1918: Ein Erdbeben der Stärke 7,3 in der Provinz Guangdong, China, fordert etwa 10.000 Todesopfer.

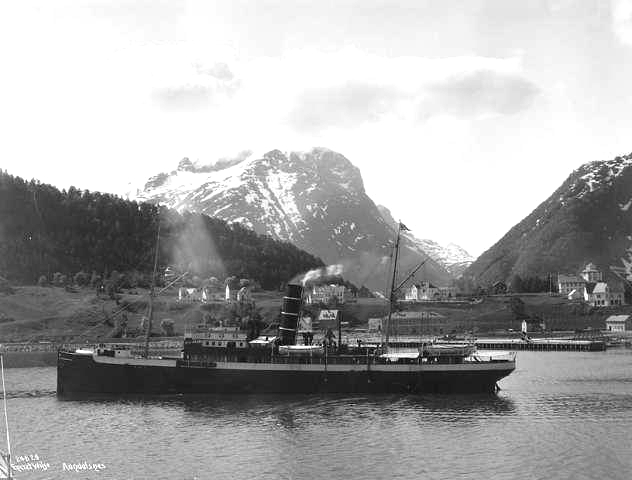
1944: Die Irma

- 1944: Das norwegische Passagierschiff Irma wird in der Bucht von Hustadvika vor Kristiansund durch zwei Torpedotreffer versenkt. Dabei kommen 61 Menschen ums Leben. Erst nach dem Krieg wird bekannt, dass das Schiff von einem Torpedoboot der norwegischen Marine angegriffen worden ist.
- 1979: Wenige Wochen nach Beginn der Schneekatastrophe 1978/1979 kommt es im Norddeutschland erneut zu starken Schneefällen, die schwere Behinderungen verursachen und Todesopfer fordern.
- 2001: Durch ein Erdbeben der Stärke 6,6 in El Salvador sind 315 Tote zu beklagen.

Kleinere Unglücksfälle sind in den Unterartikeln von Katastrophe und in der Liste von Katastrophen aufgeführt.

### Sport
- 1931: In Oberhof beginnen die Nordischen Skiweltmeisterschaften, die mit vier Veranstaltungen im Skilanglauf, der Nordischen Kombination und dem Skispringen bis zum 15. Februar dauern wird.

1948: 1. FC Köln

- 1948: Die Vereine Kölner BC und Köln-Sülz 07 fusionieren zum 1. FC Köln.
- 1980: US-Vizepräsident Walter Mondale eröffnet in Lake Placid, New York, die XIII. Olympischen Winterspiele. Der Eisschnellläufer Eric Heiden spricht den olympischen Eid. Die Spiele dauern bis zum 24. Februar.
- 1988: In Calgary werden die XV. Olympischen Winterspiele eröffnet, die bis zum 28. Februar dauern und damit erstmals 16 Tage und drei Wochenenden umfassen.
- 2005: Bei den Alpinen Ski-WM in Bormio wird die deutsche Mannschaft Weltmeister im erstmals ausgetragenen Mannschaftswettbewerb.

Einträge von Leichtathletik-Weltrekorden befinden sich unter der jeweiligen Disziplin unter Leichtathletik.

## Geboren

### Vor dem 18. Jahrhundert
- 711 v. Chr.: Jimmu, 1. Tennō von Japan
- 1269: Radu Negru, Woiwode und Herrscher der Walachei
- 1440: Hartmann Schedel, deutscher Chronist und Kartograf

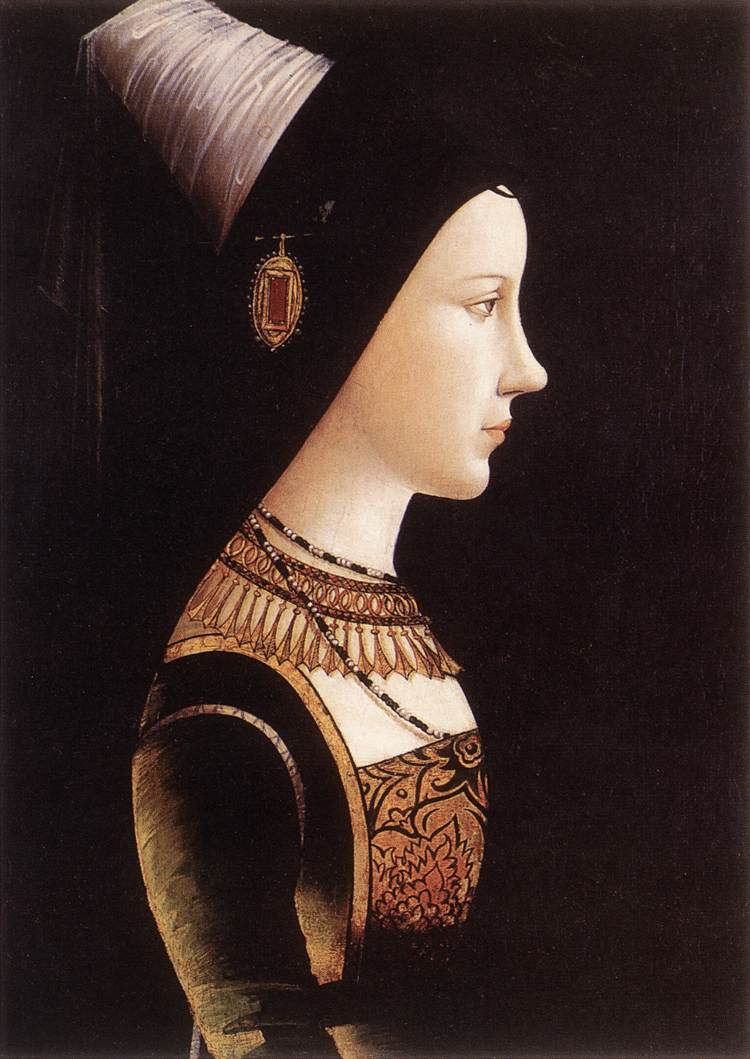
Maria von Burgund (* 1457)

- 1457: Maria von Burgund, Herzogin von Burgund, Ehefrau von Maximilian von Habsburg, Kaiser des Heiligen Römischen Reiches
- 1469: Elijah Levita, deutsch-jüdischer Dichter, Humanist und Sprachwissenschaftler
- 1480: Hieronymus Aleander, italienischer Humanist und Kardinal
- 1518: Anton Brus von Müglitz, Bischof von Wien und Erzbischof von Prag
- 1520: Elisabeth von Pfalz-Simmern, Gräfin von Erbach
- 1539: Elisabeth von Hessen, Kurfürstin von der Pfalz
- 1550: Andreas Ryff, Schweizer Kaufmann und Staatsmann
- 1561: Basilius Besler, deutscher Arzt, Botaniker und Verleger
- 1569: Johann Reinhard I., Graf von Hanau-Lichtenberg
- 1584: Wilhelm Heinrich von Bentheim-Steinfurt, Domherr von Straßburg
- 1586: Paris von Lodron, Erzbischof von Salzburg
- 1599: Alexander VII., Papst
- 1610: Jean de Labadie, französischer Mystiker und Separatist
- 1624: Erik Axelsson Oxenstierna, schwedischer Staatsmann und Reichskanzler
- 1627: Caspar Merian, deutscher Kupferstecher
- 1633: Georg Christoph Petri von Hartenfels, deutscher Arzt, Naturwissenschaftler und Hochschullehrer
- 1641: Christian Albrecht, Fürstbischof von Lübeck, Herzog von Schleswig-Holstein-Gottorf
- 1643: Jacobus Sackmann, deutscher evangelischer Theologe
- 1644: Sigismund Christoph von Herberstein, Bischof von Laibach
- 1652: Anton Domenico Gabbiani, florentinischer Maler
- 1652: August, Herzog von Schleswig-Holstein-Sonderburg-Beck
- 1652: Johann Philipp von Greiffenclau-Vollraths, Fürstbischof von Würzburg
- 1660: Johann Sigismund Kusser, deutscher Kapellmeister und Komponist (Taufdatum)
- 1664: Theodor Andreas Potocki, Bischof von Kulm und Ermland, Erzbischof von Gnesen und Primas von Polen-Litauen
- 1672: Étienne François Geoffroy (der Ältere), französischer Chemiker und Mediziner
- 1682: Giovanni Battista Piazzetta, italienischer Maler und Radierer
- 1683: Joseph Schmuzer, deutscher Baumeister und Stuckateur
- 1695: Johann Christian Ernesti, deutscher evangelischer Theologe
- 1695: Françoise de Graffigny, französische Schriftstellerin
- 1699: Johann Christian Seidel, deutscher evangelischer Theologe und Astronom

### 18. Jahrhundert
- 1701: Vittoria Tesi, italienische Opernsängerin
- 1703: Otto Gebhard, bayerischer Maler
- 1704: Johann Josef Kittel, böhmischer Arzt
- 1707: Ferdinand Jakob Baier, deutscher Mediziner
- 1713: Domènech Terradellas, spanischer Opernkomponist
- 1717: Gideon Ernst von Laudon, österreichischer Feldherr
- 1723: Antoine Louis, französischer Chirurg, Gerichtsmediziner und Enzyklopädist
- 1727: Friedrich, paragierter Landgraf von Hessen-Philippsthal-Barchfeld

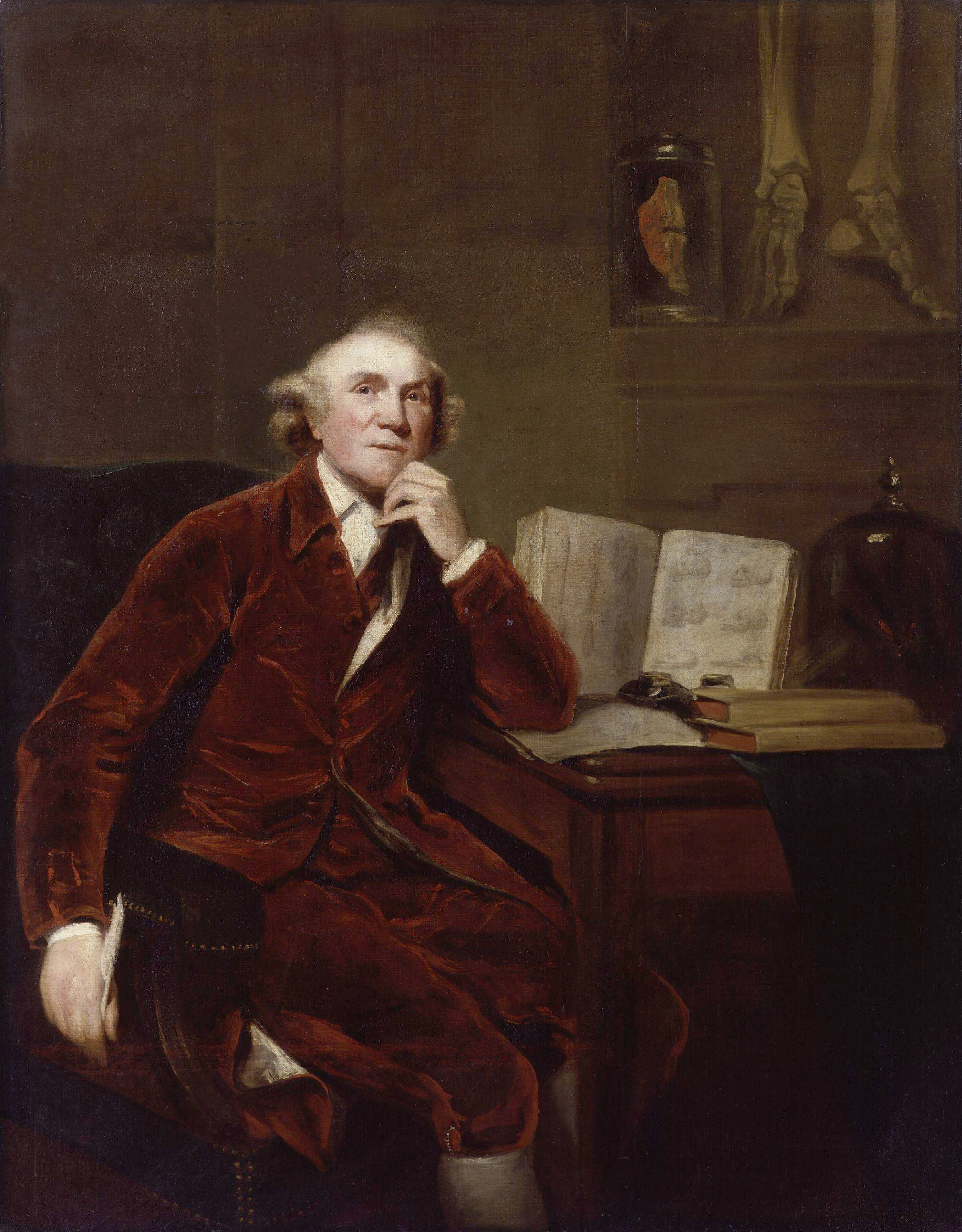
John Hunter (* 1728)

- 1728: John Hunter, britischer Anatom aus Schottland, Begründer der wissenschaftlichen Chirurgie
- 1732: Esther Edwards, britisch-amerikanische Tagebuchschreiberin, Ehefrau von Aaron Burr, Sr.
- 1734: Yves Joseph de Kerguelen de Trémarec, französischer Seefahrer und Entdecker
- 1743: Joseph Banks, britischer Naturforscher
- 1744: John Walker, US-amerikanischer Politiker
- 1745: Gottfried Erich Rosenthal, deutscher Meteorologe und Messgerätebauer
- 1746: Giuseppe Cambini, italienischer Komponist und Violinist
- 1750: Johann Ludwig Ambühl, Schweizer Verwaltungsbeamter und Schriftsteller
- 1752: Luise von Göchhausen, erste Hofdame der Herzogin Anna Amalie von Sachsen-Weimar-Eisenach
- 1758: Friedrich August von Ausin, preußischer Beamter und bayerischer Geheimrat
- 1760: Samuel W. Dana, US-amerikanischer Politiker
- 1760: Salomon Friedrich Merkel, deutscher Jurist
- 1766: Thomas Robert Malthus, britischer Ökonom
- 1768: Adolphe Édouard Casimir Joseph Mortier, Marschall von Frankreich
- 1769: Iwan Andrejewitsch Krylow, russischer Fabeldichter
- 1769: José Antonio Picasarri, argentinischer Geistlicher und Musiker
- 1772: Joachim Leonz Eder, Schweizer Jurist und Politiker
- 1772: Henriette Hendel-Schütz, deutsche Schauspielerin
- 1775: Josef Benignus Maus, deutscher Hochschullehrer, Professor und Historiker
- 1776: Alexandre Louis Robert de Girardin, französischer General
- 1786: David Spleiss, Schweizer evangelischer Geistlicher
- 1787: Johann Caspar von Orelli, Schweizer klassischer Philologe
- 1788: Hans Conrad Stadler, Schweizer Architekt
- 1793: Philipp Veit, deutscher Maler
- 1794: Johann Jacob Achelius, deutscher Glasermeister
- 1796: Robert Wesselhöft, deutscher Burschenschafter und Arzt
- 1798: Heinrich Alexander von Arnim, preußischer Staatsmann

### 19. Jahrhundert

#### 1801–1850
- 1804: Salomon Hirzel, in Leipzig tätiger Schweizer Verleger

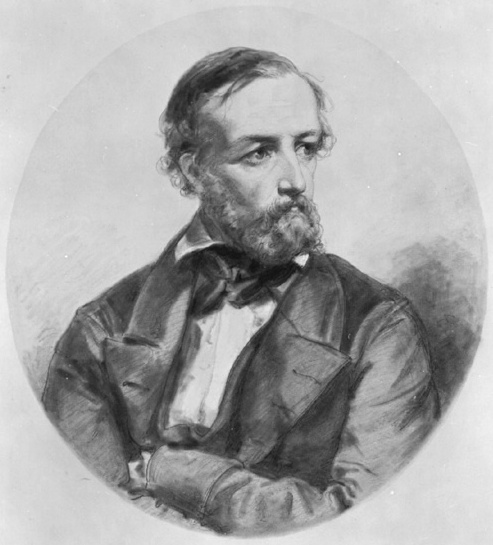
Peter Gustav Lejeune Dirichlet (* 1805)

- 1805: Peter Gustav Lejeune Dirichlet, deutscher Mathematiker
- 1807: August Heinrich von Seckendorff, deutscher Jurist, Richter und Reichsanwalt
- 1808: Edouard Millault, französischer Komponist, Violinist und Musikpädagoge
- 1808: Georg Wigand, deutscher Verleger und Buchhändler
- 1811: François-Achille Bazaine, Marschall von Frankreich

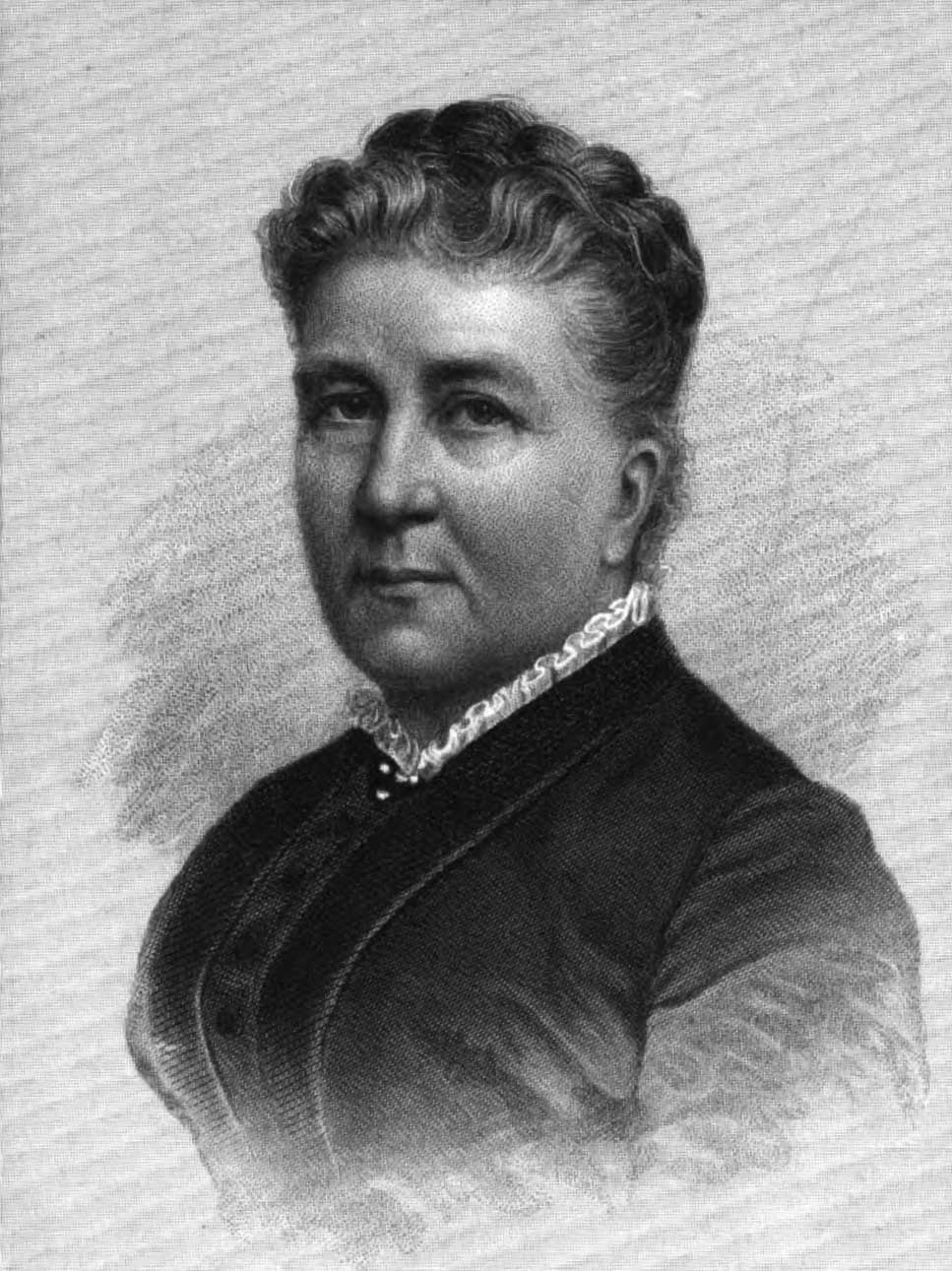
Anna Ottendorfer (* 1815)

- 1815: Anna Ottendorfer, deutsch-amerikanische Verlegerin und Philanthropin
- 1816: August Rauschenbusch, deutscher baptistischer Theologe
- 1819: Caroline Ernst, deutsch-amerikanische Farmerin
- 1819: Auguste von Littrow, deutsch-österreichische Schriftstellerin und Frauenrechtlerin
- 1820: Adalbert Keler, ungarischer Komponist
- 1821: Franz Brandner, österreichischer katholischer Geistlicher und Hochschullehrer
- 1824: Maria Beatrix von Österreich-Este, Erzherzogin von Österreich-Este und Prinzessin von Modena
- 1825: Friedrich Wilhelm Klatt, deutscher Botaniker
- 1828: Julius Weizsäcker, deutscher Historiker
- 1829: Wilhelm Knaack, österreichischer Schauspieler
- 1829: Jakob Løkke, norwegischer Philologe und Schulbuchautor
- 1831: Robert Cauer der Ältere, deutscher Bildhauer
- 1832: Johann Wilhelm Anton Albrecht Müller, deutscher Pathologe
- 1833: Eduard Hübsch, ungarisch-deutscher Geiger, Dirigent und Komponist
- 1833: Erich Reinhold Lebrecht Meyer, deutscher Arzt und Geheimer Sanitätsrat
- 1834: Heinrich Caro, deutscher Chemiker
- 1835: Mirza Ghulam Ahmad, religiöse Persönlichkeit in Britisch-Indien, Begründer der Ahmadiyya-Bewegung
- 1842: Heinrich Gradl, sudetendeutscher Historiker
- 1845: Ernest Leroux, französischer Buchhändler und Verleger
- 1845: Wilhelm Oswald Lohse, deutscher Astronom
- 1845: Anders Montan, schwedischer Lithograf, Genre- und Interieurmaler
- 1846: Fritz Schider, deutscher Maler und Radierer
- 1846: Konrad Koch, deutscher Pädagoge und Fußballpionier
- 1847: Erich von Kielmansegg, österreichischer Politiker
- 1848: Hermann von Eichhorn, preußischer Heerführer
- 1848: Karel Klostermann, tschechisch-deutscher Schriftsteller
- 1849: Oskar Nast, deutscher Stadtschultheiß, einziger Oberbürgermeister von Cannstatt

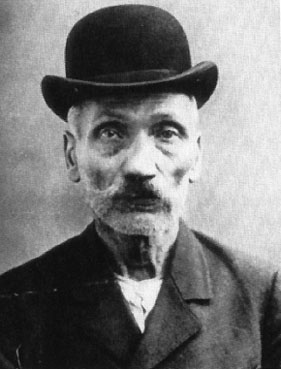
Friedrich Wilhelm Voigt (* 1849)

- 1849: Friedrich Wilhelm Voigt, deutsch-luxemburgischer Schuhmacher und Hochstapler Hauptmann von Köpenick
- 1849: Randolph Churchill, britischer Politiker
- 1850: Emil Possehl, deutscher Kaufmann, Unternehmer und Mäzen aus Lübeck

#### 1851–1900
- 1851: Paul Chapuis, Schweizer evangelischer Geistlicher und Hochschullehrer
- 1852: Ion Luca Caragiale, rumänischer Schriftsteller
- 1852: Dietrich von Hülsen-Haeseler, deutscher General, Politiker, Chef des Militärkabinetts
- 1852: Johan Ludvig Emil Dreyer, dänischer Astronom und Wissenschaftshistoriker
- 1853: Louis Müller-Unkel, deutscher Glastechniker, Hersteller von Glühkathodenröhren, Fotozellen und Röntgenröhren
- 1853: Pierre de Ségur, französischer Schriftsteller
- 1854: Konstantin von Gebsattel, deutscher bayerischer General und alldeutsch-völkischer Agitator
- 1854: Arthur Strasser, österreichischer Bildhauer
- 1855: Heinrich Antoine-Feill, deutscher Rechtsanwalt
- 1855: Paul Deschanel, französischer Staatspräsident
- 1855: Walter Körte, deutscher Wasserbauingenieur und Begründer der deutschen Seezeichenwissenschaft
- 1855: Fritz Köster, deutscher Redakteur und Anarchosyndikalist
- 1856: Rudolf Brockhaus, deutscher Prediger und Autor der Brüderbewegung
- 1857: Friedrich Adler, österreichischer Schriftsteller

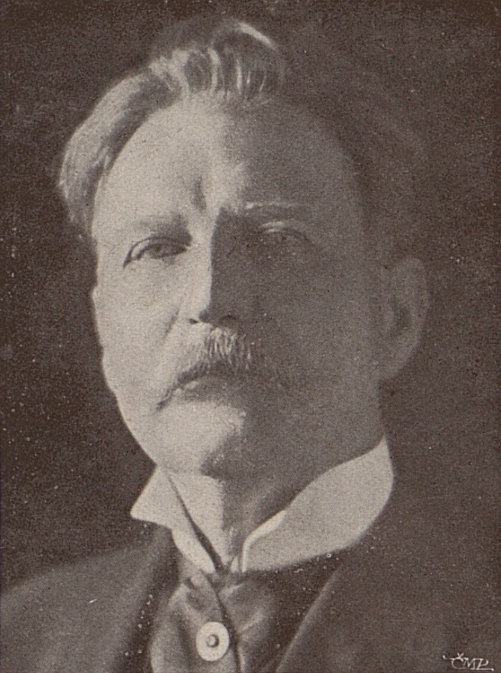
Karel Weis (* 1862)

- 1862: Karel Weis, tschechischer Komponist und Musiker
- 1863: Hugo Becker, deutscher Cellist, Cellolehrer und Komponist
- 1864: Paul von Hintze, deutscher Marineoffizier, Diplomat und Politiker
- 1865: Albert Aichele, Schweizer Pionier der Elektrotechnik
- 1866: Hugo Röhr, deutscher Komponist
- 1869: Louis-Edouard Vuillermoz, französischer Hornist und Musikpädagoge
- 1870: Leopold Godowsky, polnischer Pianist und Komponist
- 1873: Fjodor Iwanowitsch Schaljapin, russischer Opernsänger (Bass)
- 1875: Traugott Hahn, deutsch-baltischer Theologe und Pfarrer, evangelischer Märtyrer
- 1877: Jāzeps Mediņš, lettischer Komponist
- 1880: John La Farge, US-amerikanischer Priester und Jesuit

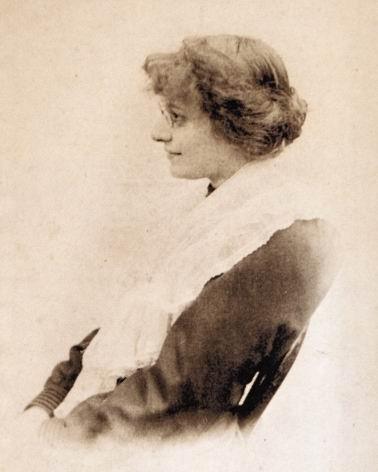
Eleanor Farjeon (* 1881)

- 1881: Eleanor Farjeon, britische Kinderbuchautorin, Lyrikerin und Dramatikerin
- 1882: Ernst Trendelenburg, deutscher Jurist, Beamter, Politiker und Reichsminister
- 1882: Ignaz Friedman, polnischer Pianist und Komponist
- 1882: Rudolf Schneider, deutscher Marineoffizier
- 1884: Franz Max Anderlohr, deutscher Elektroingenieur
- 1884: Halfdan Bjølgerud, norwegischer Hochspringer
- 1886: Ricardo Güiraldes, argentinischer Schriftsteller
- 1886: Joseph Laska, österreichischer Komponist und Dirigent
- 1887: Géza Csáth, ungarischer Schriftsteller, Dramatiker, Musikkritiker und Psychiater
- 1887: Max Neufeld, österreichischer Schauspieler und Filmregisseur
- 1888: Georgios Papandreou, griechischer Politiker und Ministerpräsident
- 1889: Auguste Lefrancq, französischer Autorennfahrer
- 1889: Georg Schrimpf, deutscher Maler und Grafiker, Vertreter der Neuen Sachlichkeit
- 1889: Leontine Sagan, österreichische Bühnen- und Filmregisseurin
- 1890: Hugo Fischer-Köppe, deutscher Schauspieler
- 1890: René Labouchère, französischer Flieger und Autorennfahrer
- 1891: Grant Wood, US-amerikanischer Maler

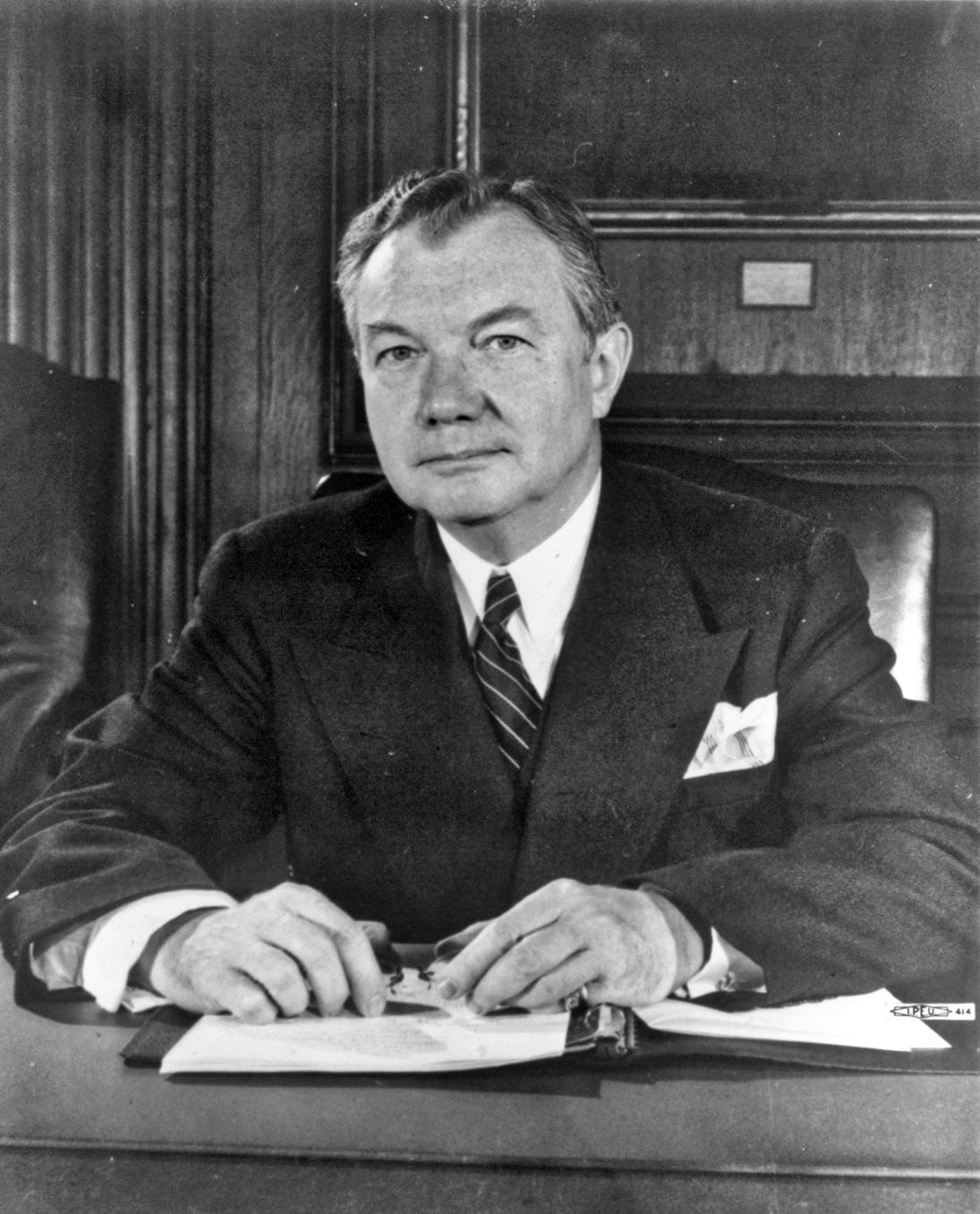
Robert H. Jackson (* 1892)

- 1892: Robert H. Jackson, US-amerikanischer Generalbundesanwalt, Richter am Obersten Gerichtshof, Hauptanklagevertreter bei den Nürnberger Prozessen
- 1893: Edmund Kaufmann, deutscher Politiker, MdL, Landesminister
- 1893: Kurt Noack, deutscher Komponist
- 1893: Alfréd Schaffer, ungarischer Fußballspieler und -trainer
- 1894: Charles Clunas, schottischer Fußballspieler
- 1896: Margarete Adler, österreichische Schwimmerin
- 1898: Alexander Pawlowitsch Antonow, sowjetischer Schauspieler
- 1898: Frank Aiken, irischer Politiker
- 1898: Josef Steib, deutscher Maler und Radierer
- 1900: Wingy Manone, US-amerikanischer Jazz-Trompeter, -Sänger und -Bandleader
- 1900: Roy F. Harrod, britischer Ökonom

### 20. Jahrhundert

#### 1901–1925
- 1901: Max Kröckel, deutscher Sportler in den nordischen Skidisziplinen
- 1901: Paul Felix Lazarsfeld, US-amerikanischer Soziologe
- 1902: Waldemar Gurian, russisch-deutsch-US-amerikanischer Politikwissenschaftler
- 1902: Harold Dwight Lasswell, US-amerikanischer Politikwissenschaftler und Kommunikationstheoretiker
- 1902: Walter Lennig, deutscher Kulturjournalist und Biograf
- 1902: Harold Purdy, britischer Autorennfahrer
- 1903: Georgi Michailowitsch Berijew, sowjetischer Flugzeugkonstrukteur
- 1904: Karaki Junzō, japanischer Literaturwissenschaftler
- 1905: Fritz Dietrich, deutscher Komponist
- 1905: Luise Kraushaar, deutsche Widerstandskämpferin gegen den Nationalsozialismus und Historikerin
- 1908: Hans Collani, deutscher Offizier der Waffen-SS
- 1908: Kurt Seibt, deutscher Politiker, Minister für Anleitung und Kontrolle der Bezirks- und Kreisräte der DDR
- 1908: Gerald Strang, US-amerikanischer Komponist
- 1908: Malvin Russell Goode, erster afroamerikanischer TV-Journalist und Nachrichten-Korrespondent der American Broadcasting Company (ABC)
- 1909: Mario Casariego y Acevedo, Erzbischof von Guatemala und Kardinal
- 1909: Joseph Meurers, deutscher Astronom, Astrophysiker und Naturphilosoph

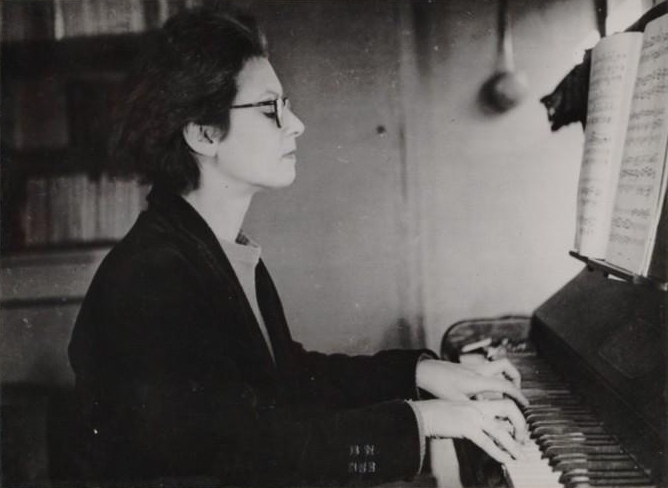
Elsa Barraine (* 1910)

- 1910: Elsa Barraine, französische Komponistin
- 1910: William Bradford Shockley, US-amerikanischer Physiker, Nobelpreisträger
- 1911: Victor Sokolowski, österreichischer Cembalist, Pianist, Organist und Musikpädagoge

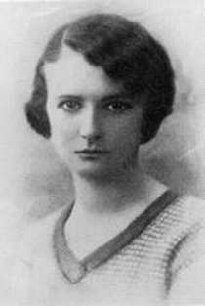
Antonia Pozzi (* 1912)

- 1912: Antonia Pozzi, italienische Dichterin
- 1913: Marguerite Vogt, deutsch-amerikanische Virologin
- 1914: Susanne Pastoors, deutsche Leichtathletin
- 1915: Aung San, birmanischer Nationalheld
- 1915: Harriet Bland, US-amerikanische Leichtathletin
- 1915: Ludwig Ratzel, deutscher Politiker, MdB, MdEP
- 1916: Jagjit Singh Aurora, indischer Generalleutnant
- 1916: Alec Hannan, südafrikanischer Boxer
- 1919: Tennessee Ernie Ford, US-amerikanischer Country- und Gospel-Sänger
- 1919: Willi Bars, deutscher Fußballspieler
- 1921: Markus Bernhard, deutscher Handball- und Basketballspieler
- 1921: Jeanne Demessieux, französische Komponistin, Pianistin, Organistin und Pädagogin
- 1921: Martin Hirthe, deutscher Synchronsprecher und Schauspieler
- 1922: Willi Heeks, deutscher Autorennfahrer
- 1922: Otto Tausig, österreichischer Schauspieler, Drehbuchautor und Regisseur
- 1923: James Abdnor, US-amerikanischer Politiker
- 1923: František Maxa, tschechoslowakischer Sportschütze
- 1923: Chuck Yeager, US-amerikanischer General der Luftwaffe, Testpilot, durchbrach als erster die Schallmauer

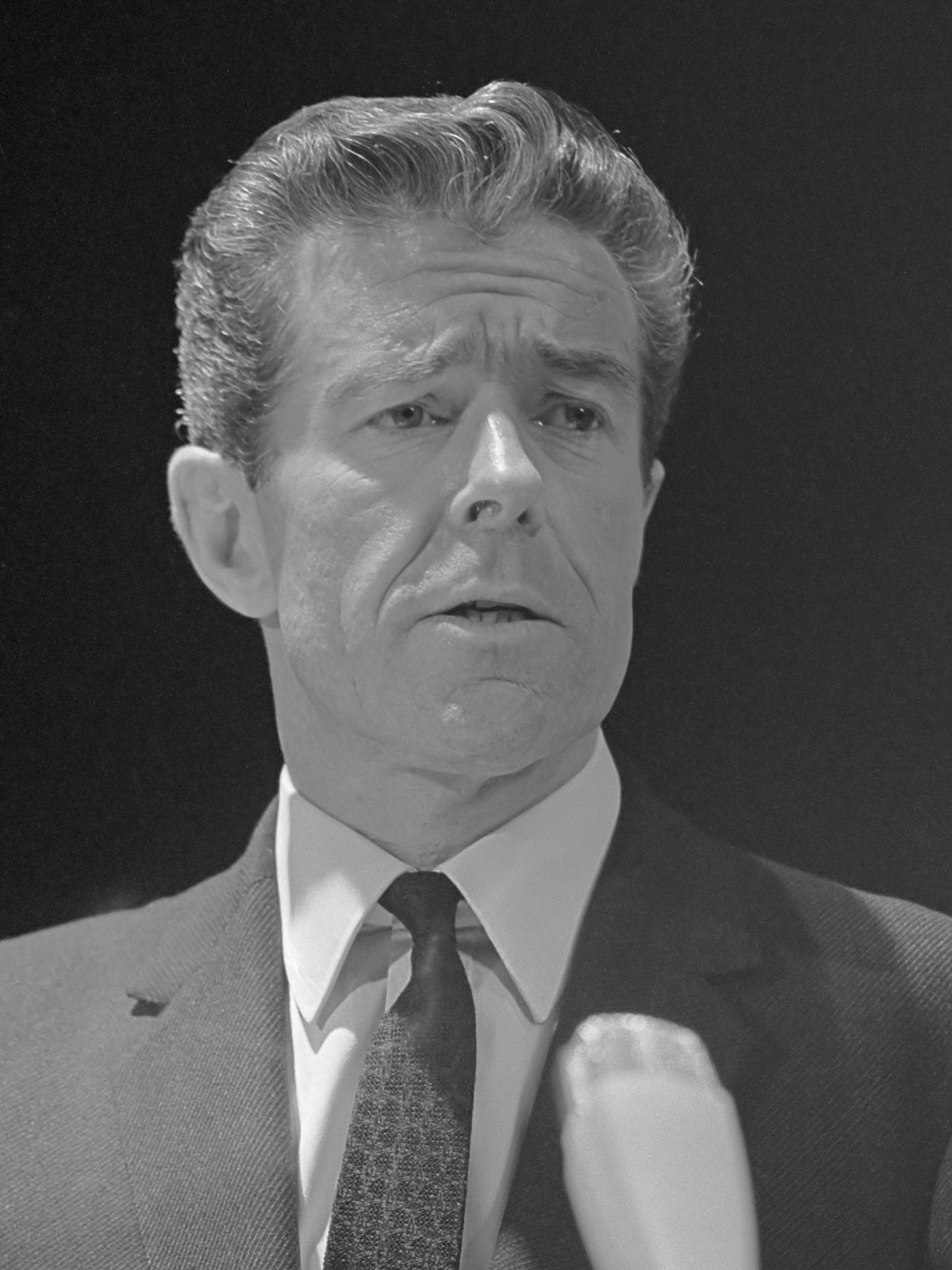
Jean-Jacques Servan-Schreiber (* 1924)

- 1924: Jean-Jacques Servan-Schreiber, französischer Journalist und Politiker

#### 1926–1950
- 1926: Angkarn Kalayanapong, thailändischer Dichter und Maler
- 1926: Fay Ajzenberg-Selove, US-amerikanische experimentelle Kernphysikerin
- 1926: Knox Ramsey, US-amerikanischer American-Football-Spieler
- 1926: Verner Panton, dänischer Architekt und Designer
- 1927: Lieselott Enders, deutsche Archivarin und Historikerin
- 1929: Eugène Parlier, Schweizer Fussballtorhüter
- 1929: Omar Torrijos, panamaischer General, Führer der Militärjunta
- 1930: Sergio Asteriti, italienischer Comiczeichner
- 1930: Karl Deres, deutscher Politiker, MdL, MdB
- 1930: Juan Fernández, spanischer Autorennfahrer
- 1930: Ernst Fuchs, österreichischer Maler und Grafiker

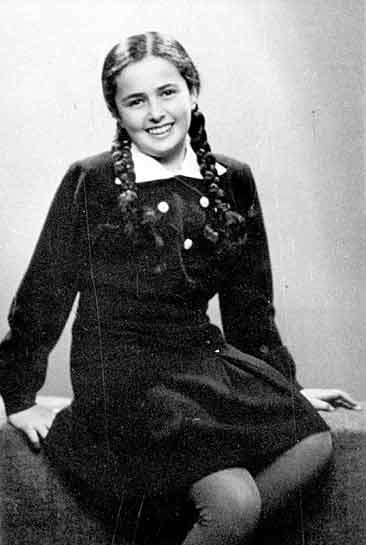
Éva Heyman (* 1931)

- 1931: Éva Heyman, ungarische Tagebuchschreiberin und Opfer des Holocaust
- 1932: David Nikolaus Becker, deutscher römisch-katholischer Pfarrer
- 1932: Héctor Cabrera, venezolanischer Sänger und Schauspieler
- 1933: Roberto Amadei, italienischer Kirchenhistoriker und Bischof
- 1933: Kim Novak, US-amerikanische Filmschauspielerin
- 1933: Paul Biya, Präsident von Kamerun
- 1934: Alexander Kaul, deutscher Biophysiker
- 1934ː Shreela Flather, Baroness Flather, britische Politikerin
- 1934: George Segal, US-amerikanischer Schauspieler
- 1935: Dietrich Arndt, deutscher Mediziner
- 1936: Hiroshi Sakagami, japanischer Schriftsteller
- 1937: Sigmund Jähn, deutscher Kosmonaut, Jagdflieger und Generalmajor der NVA der DDR, erster Deutscher im All
- 1938: Carmela Corren, israelische Schlagersängerin
- 1938: Dieter Kern, deutscher Automobilrennfahrer
- 1938: Oliver Reed, britischer Schauspieler
- 1939: Kemal Alemdaroğlu, türkischer Professor und Doktor der Medizin
- 1939: Knut Amelung, deutscher Strafrechtswissenschaftler

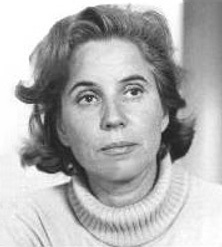
Beate Klarsfeld (* 1939)

- 1939: Beate Klarsfeld, deutsch-französische Journalistin und Kämpferin für die Aufklärung und Verfolgung von NS-Verbrechen
- 1939: Peter D. Groenewegen, australischer Wirtschaftswissenschaftler niederländischer Herkunft
- 1939: Waleri Iljitsch Roschdestwenski, russischer Kosmonaut
- 1940: Maximilian Ardelt, deutscher Unternehmer
- 1940: Werner Pirchner, österreichischer Komponist
- 1940: Winfried Heurich, deutscher Organist, Chorleiter und Komponist
- 1941: Sigmar Polke, deutscher Maler und Fotograf des postmodernen Realismus
- 1941: Konrad Gilges, deutscher Politiker, MdB
- 1941: Walter Hirche, deutscher Politiker, MdL, MdB, Landesminister
- 1941: Bo Svenson, US-amerikanischer Schauspieler
- 1942: Otto Bernhardt, deutscher Politiker, MdB
- 1942: Volker Bigl, deutscher Biochemiker und Hirnforscher, Rektor der Universität Leipzig
- 1942: Natalija Schurawel, sowjetische bzw. russische Schauspielerin und Synchronsprecherin
- 1943: Friedrich Christian Delius, deutscher Schriftsteller
- 1943: Jürgen Sengera, deutscher Bankmanager
- 1943: Donald Sumpter, britischer Schauspieler
- 1944: Stockard Channing, US-amerikanische Schauspielerin
- 1944: Gerhard Langemeyer, deutscher Kunsthistoriker, Politiker und Oberbürgermeister Dortmunds
- 1944: Yoram Paporisz, deutsch-israelischer Komponist
- 1944: Rolf Ritschard, Schweizer Politiker

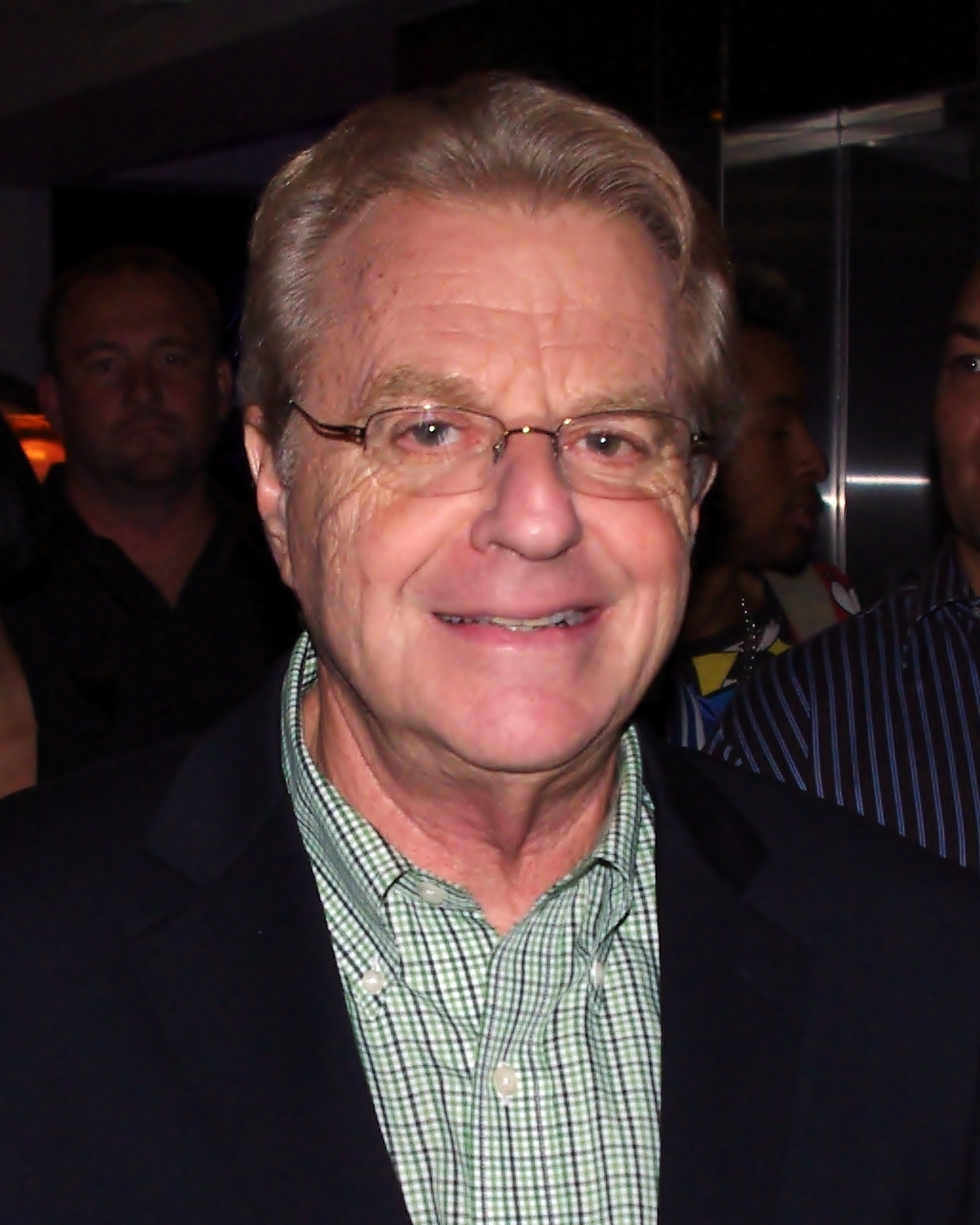
Jerry Springer (* 1944)

- 1944: Jerry Springer, US-amerikanischer Talkmaster
- 1944: Peter Halsten Thorkelson, US-amerikanischer Bassgitarrist
- 1945: King Floyd, US-amerikanischer Soulsänger und Songwriter
- 1945: Herbert Hufnagl, österreichischer Journalist und Kolumnist
- 1946: György Jakubinyi, rumänischer Priester und Erzbischof von Alba Iulia
- 1946: Artur Jorge, portugiesischer Fußballspieler und -trainer
- 1946: Pilar Bayer Isant, spanische Mathematikerin
- 1947: Mohammad Reza Adelkhani, iranischer Fußballspieler
- 1947: Julien Cools, belgischer Fußballspieler
- 1947: Urs Faes, Schweizer Schriftsteller
- 1947: Mike Krzyzewski, US-amerikanischer Basketballtrainer
- 1947: Rose Leke, kamerunische Immunologin und Parasitologin
- 1947: Jerzy Montag, deutscher Rechtsanwalt und Politiker, MdB
- 1947: Wolf-Wilhelm Richter, deutscher Jurist
- 1948: Jim Crawford, britischer Autorennfahrer
- 1948: Martin Morgner, deutscher Schriftsteller und Historiker
- 1948: Kitten Natividad, mexikanisches Model und Schauspielerin
- 1948: Laura Pollán, kubanische Lehrerin und Menschenrechtsaktivistin (Damen in Weiß)
- 1948: Hansjörg Schellenberger, deutscher Oboist und Dirigent
- 1949: Jo Baier, deutscher Filmregisseur und Drehbuchautor
- 1949: Judy Dyble, britische Folkrocksängerin
- 1949: Peter Kern, österreichischer Schauspieler, Regisseur, Produzent und Autor
- 1950: Bob Daisley, australischer Bassist
- 1950: Peter Gabriel, britischer Musiker und Produzent, Mitgründer von Genesis
- 1950: Keiko Takemiya, japanische Mangaka

#### 1951–1975
- 1951: Katja Lange-Müller, deutsche Schriftstellerin
- 1951: Michel Pollentier, belgischer Radrennfahrer
- 1951: Albert Schmidt, deutscher Politiker, MdB
- 1952: Irene Dische, deutsch-US-amerikanische Schriftstellerin
- 1952: Hans-Joachim Fuchtel, deutscher Politiker, MdB
- 1952: Freddy Maertens, belgischer Radrennfahrer
- 1952: Helge Timmerberg, deutscher Journalist und Schriftsteller
- 1953: Wladimir Wladimirowitsch Antonik, russischer Schauspieler
- 1953: Claudia Burckhardt, Schweizer Schauspielerin
- 1954: John Wolf Brennan, irisch-schweizerischer Jazzmusiker und Komponist
- 1954: Hannes Steinert, deutscher Maler
- 1956: Liam Brady, irischer Fußballspieler
- 1956: Peter Hook, britischer Bassist
- 1957: Heinz Gründel, deutscher Fußballspieler
- 1958: Ulrich Adrian, deutscher Fernsehjournalist
- 1958: Pernilla August, schwedische Schauspielerin und Filmregisseurin
- 1958: Enzo Cosimi, italienischer Tänzer und Choreograph
- 1960: Peter Baartmans, niederländischer Pianist und Komponist

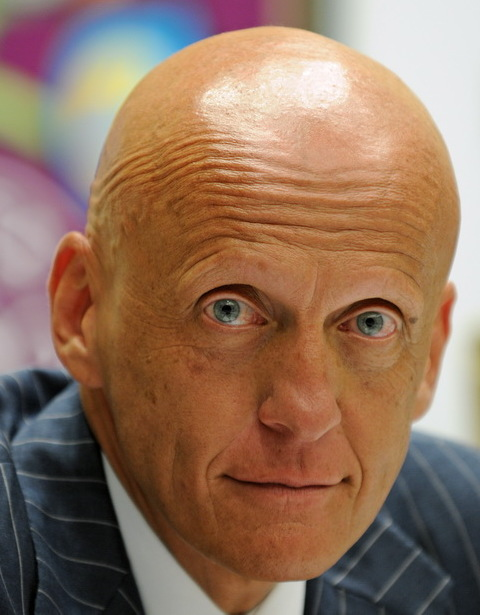
Pierluigi Collina (* 1960)

- 1960: Pierluigi Collina, italienischer Finanzberater und Fußballschiedsrichter
- 1960: Artur Jussupow, deutscher Schachspieler
- 1961: Jürgen Adams, deutscher Eishockeyspieler
- 1961: Sieghard Knodel, deutscher Politiker
- 1961: Henry Rollins, US-amerikanischer Musiker, Schriftsteller und Schauspieler
- 1962: Heikko Deutschmann, österreichischer Schauspieler
- 1962: Claudine Emonet, französische Skirennläuferin
- 1962: Michael Mair, italienischer Skirennfahrer aus Südtirol
- 1963: Götz Schubert, deutscher Schauspieler
- 1964: Leo Andergassen, Südtiroler Kunsthistoriker
- 1964: Erik, eigentlich Frank Weißmüller, deutscher Comickünstler
- 1965: Sven Demandt, deutscher Fußballspieler und -trainer
- 1965: Ida Ladstätter, österreichische Skirennläuferin
- 1966: Neal McDonough, US-amerikanischer Schauspieler
- 1966: Jeff Waters, kanadischer Gitarrist
- 1967: Tadayuki Okada, japanischer Motorradrennfahrer

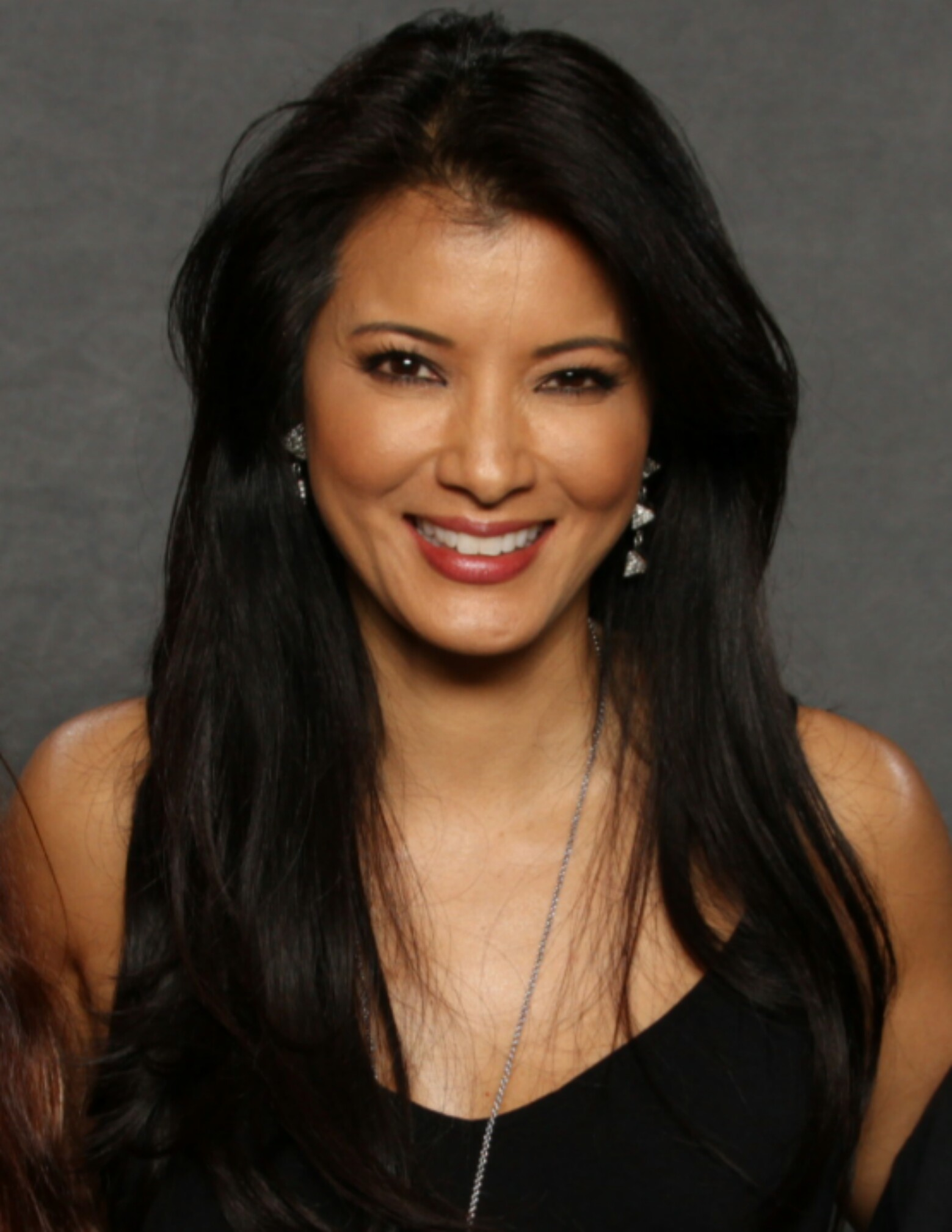
Kelly Hu (* 1968)

- 1968: Kelly Hu, US-amerikanische Schauspielerin
- 1969: Patrícia Filler Amorim, brasilianische Schwimmerin
- 1969: Erkan Arıkan, deutscher Fernsehmoderator
- 1969: Barbara Heeb, Schweizer Radrennfahrerin
- 1969: Holger Müller, deutscher Comedian und Schauspieler
- 1969: Kate Pace, kanadische Skirennläuferin
- 1969: Frédéric Sausset, französischer Unternehmer und Autorennfahrer
- 1970: Marlies Kamleitner, deutsche Handballspielerin und -trainerin
- 1970: Emi Kawabata, japanische Skirennläuferin
- 1970: Rudi Vata, albanischer Fußballspieler
- 1970: Waleri Dmitrijewitsch Bolotow, ukrainischer Politiker
- 1971: Matthias Klimsa, deutscher Schauspieler und Sprecher
- 1971: Sonia, britische Sängerin
- 1971: Mats Sundin, schwedischer Eishockeyspieler
- 1972: Virgilijus Alekna, litauischer Leichtathlet
- 1972: Anne Brendler, deutsche Schauspielerin
- 1973: Ronald Maul, deutscher Fußballspieler
- 1974: Gus Hansen, dänischer Pokerspieler
- 1974: Robbie Williams, britischer Musiker und Entertainer
- 1975: Sabine Bätzing-Lichtenthäler, deutsche Politikerin, MdB

#### 1976–2000
- 1976: Jörg Bergmeister, deutscher Rennfahrer
- 1976: Leslie Feist, kanadische Pop-Sängerin
- 1976: Thomas Hansen, norwegischer Sänger
- 1976: Taryn Reif, US-amerikanische Schauspielerin
- 1977: Randy Moss, US-amerikanischer American-Football-Spieler
- 1978: Stephan Ebn, deutscher Schlagzeuger und Musikproduzent
- 1978: Philippe Jaroussky, französischer Opernsänger (Countertenor)
- 1978: Edsilia Rombley, niederländische Sängerin
- 1979: Therese Bengtsson, schwedische Handballspielerin
- 1979: Anders Behring Breivik, norwegischer Attentäter
- 1979: Rafael Márquez, mexikanischer Fußballspieler
- 1979: Mena Suvari, US-amerikanische Schauspielerin
- 1980: Mykola Byczok, ukrainischer Ordensgeistlicher
- 1980: Irina Wladimirowna Karpowa, kasachische Leichtathletin

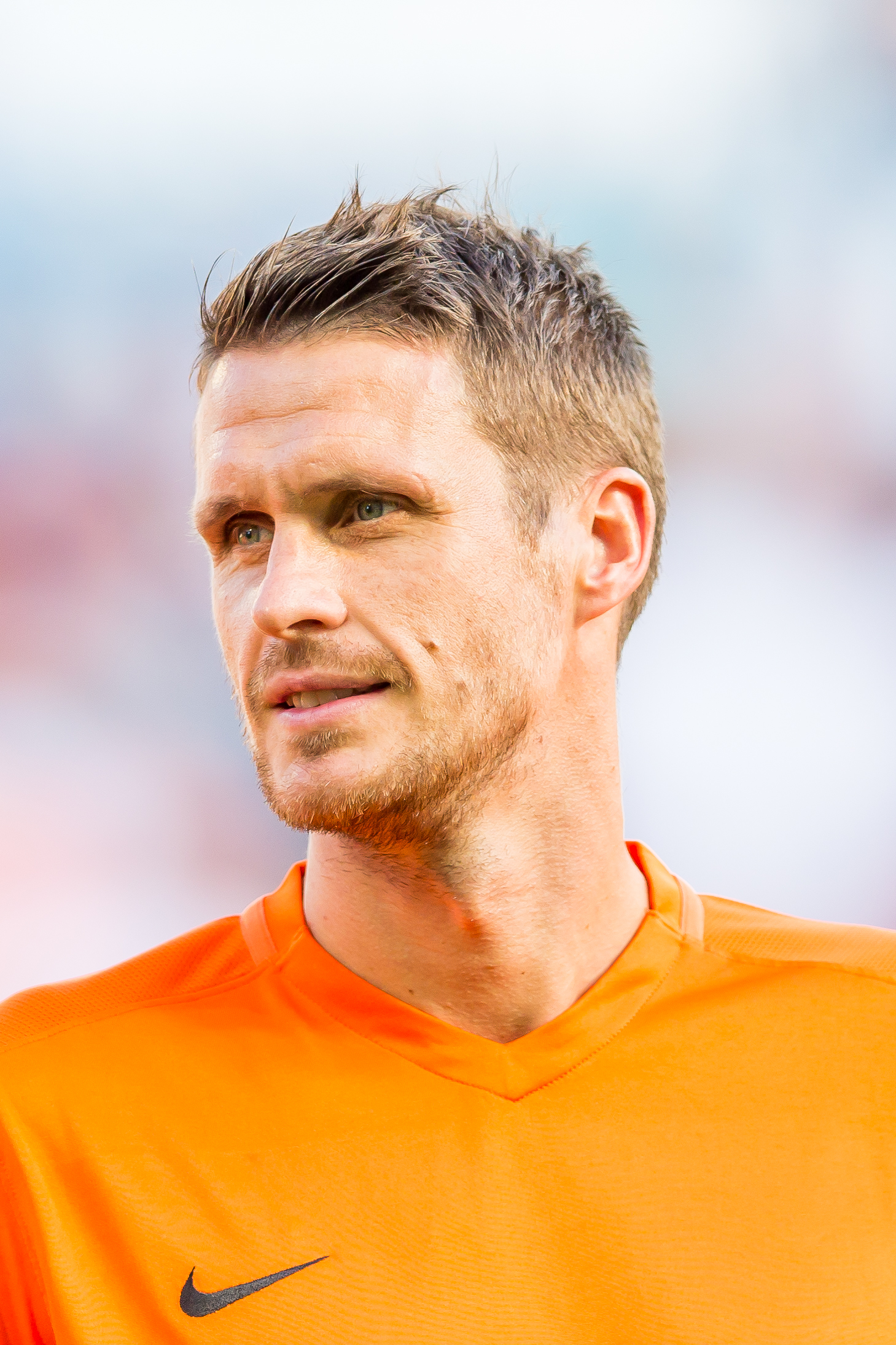
Sebastian Kehl (* 1980)

- 1980: Sebastian Kehl, deutscher Fußballspieler
- 1981: Anna Athanasiadou, griechische Gewichtheberin
- 1981: Luisão, brasilianischer Fußballspieler
- 1981: Ljubo Miličević, australischer Fußballspieler
- 1981: Stefan Nebel, deutscher Motorradrennfahrer
- 1981: Eifion Lewis-Roberts, walisischer Rugbyspieler
- 1982: Björn Andersson, schwedischer Fußballspieler
- 1982: Markus Dau, deutscher Handballspieler
- 1982: Sophie Herbrecht, französische Handballspielerin und -trainerin
- 1982: Andrea Kaiser, deutsche Fernsehmoderatorin
- 1982: Gabriel Mureșan, rumänischer Fußballer
- 1983: Reem Kherici, französische Schauspielerin
- 1983: Mike Nickeas, kanadischer Baseballspieler
- 1983: Wiktor Wiktorowitsch Schaitar, russischer Autorennfahrer
- 1984: Wanda Perdelwitz, deutsche Schauspielerin
- 1985: Somdev Devvarman, indischer Tennisspieler
- 1985: Bridget Neval, australisch-kanadische Schauspielerin
- 1985: David Ribolleda, andorranischer Fußballspieler
- 1985: Alexandros Tziolis, griechischer Fußballspieler
- 1986: Jamie Murray, britischer Tennisspieler
- 1987: Eljero Elia, niederländischer Fußballspieler
- 1988: Dmitri Jurjewitsch Sajustow, russischer Eishockeyspieler
- 1988: Jewgeni Alexandrowitsch Garanitschew, russischer Biathlet
- 1988: Takuto Iguchi, japanischer Rennfahrer
- 1988: Maximilian Brandl, deutscher Eishockeyspieler
- 1988: Daniel Wisgott, deutscher Ruderer
- 1989: Julian Schieber, deutscher Fußballspieler
- 1989: Rafael Acosta, venezolanischer Fußballspieler
- 1989: Tahj Minniecon, australischer Fußballspieler

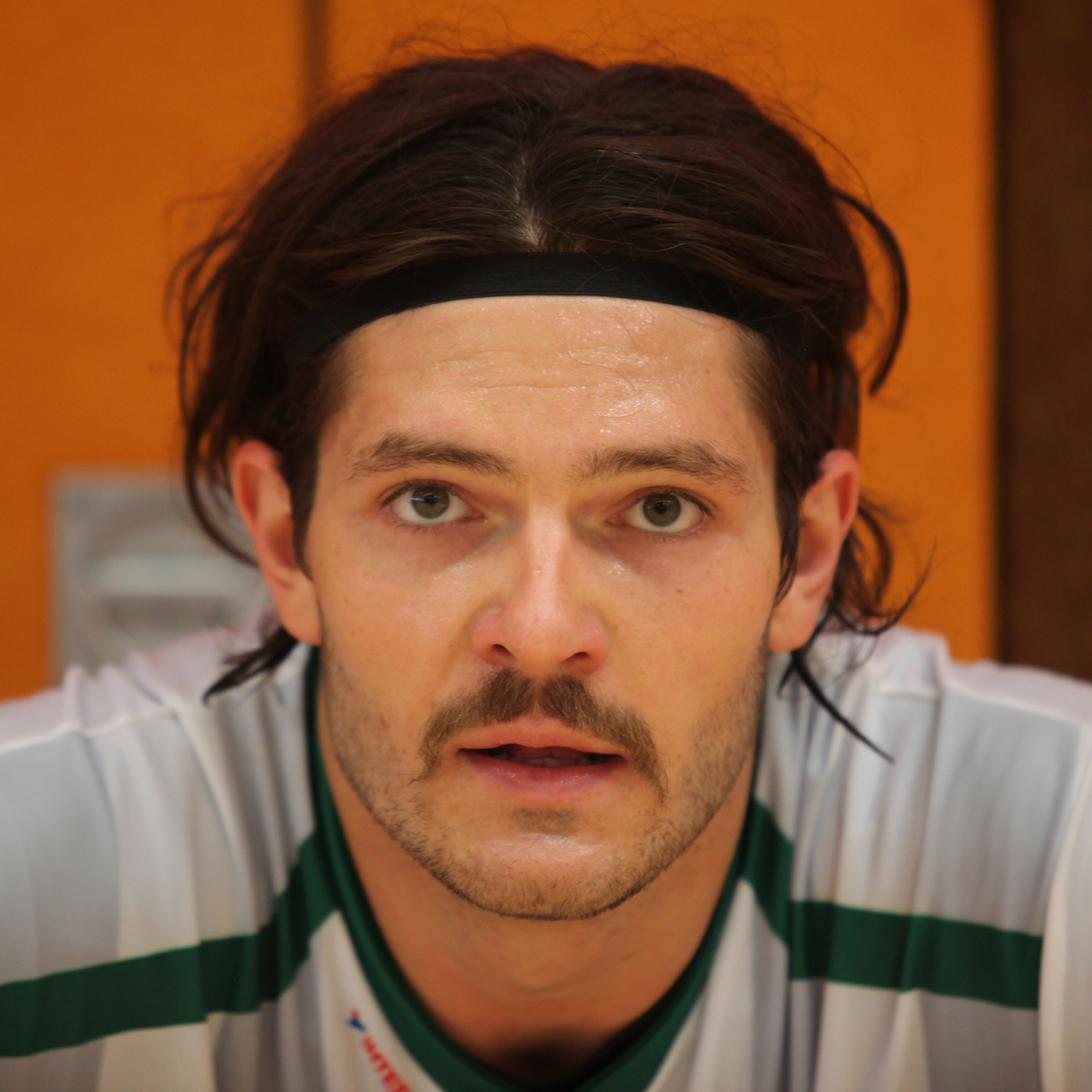
Evgeni Pevnov (* 1989)

- 1989: Evgeni Pevnov, deutscher Handballspieler
- 1990: An Sae-bom, südkoreanische Taekwondoin
- 1990: Stephan Gusche, deutscher Fußballspieler
- 1990: Annika Preil, deutsche Schauspielerin
- 1991: Aljaksej Abromtschyk, belarussischer Biathlet
- 1991: Marinus Kraus, deutscher Skispringer
- 1992: Almeda Abazi, albanisches Model und Schauspielerin
- 1992: Birkan Akyol, deutscher Boxer
- 1992: Avery Ardovino, US-amerikanische Skispringerin
- 1992: Roxanne Dufter, deutsche Eisschnellläuferin
- 1992: Nick Foster, australischer Autorennfahrer
- 1993: Kevin Iannotta, deutscher Schauspieler und Synchronsprecher
- 1994: Memphis Depay, niederländischer Fußballspieler
- 1994: Thimo Meitner, deutscher Schauspieler
- 1994: Timmi Trinks, deutscher Schauspieler
- 1995: Carolin von der Groeben, deutsche Schauspielerin
- 1995: Tibor Linka, slowakischer Kanute
- 1996: Sindre Fjellheim Jorde, norwegischer Biathlet
- 2000: Vitinha, portugiesischer Fußballspieler

### 21. Jahrhundert
- 2001: Jonáš Mareček, tschechischer Biathlet
- 2003: Veronika Aigner, österreichische Skirennläuferin und Behindertensportlerin
- 2004: Jonny Edgar, britischer Autorennfahrer

## Gestorben

### Vor dem 16. Jahrhundert
- 0106: Han Hedi, Kaiser der Han-Dynastie in China
- 0858: Kenneth I., König von Schottland
- 0921: Vratislav I., Herzog von Böhmen und der Vater des Heiligen Wenzel
- 0988: Adalbert Atto, Graf von Canossa
- 1021: al-Hākim bi-amr Allāh, Kalif der ägyptischen Fatimiden
- 1130: Honorius II., Papst
- 1140: Wilhelm, Graf von Weimar-Orlamünde und Pfalzgraf bei Rhein
- 1141: Béla II., König von Ungarn
- 1142: Fujiwara no Mototoshi, japanischer Dichter
- 1173: Étienne de la Chapelle, Bischof von Meaux und Erzbischof von Bourges
- 1200: Stefan Nemanja, serbischer Großžupan
- 1206: Hermann, Dompropst im Bistum Münster
- 1214: Theobald I., Graf von Bar und Luxemburg
- 1219: Minamoto no Sanetomo, japanischer Dichter und dritter Shōgun des Kamakura-Shōgunats
- 1237: Jordan von Sachsen, Ordensmeister der Dominikaner
- 1293: Obizzo II. d’Este, Signore von Ferrara, Modena und Reggio nell’Emilia
- 1315: Johann I. von Chalon-Arlay, Herr von Arlay
- 1332: Andronikos II., byzantinischer Kaiser
- 1366: Johann II., Herr von Lichtenberg
- 1417: Dietrich von Quitzow, deutscher Markgräflicher Rat und Vogt zu Wredenhagen, Raubritter
- 1421: Nanni di Banco, italienischer Bildhauer
- 1430: Otto von Ziegenhain, Erzbischof von Trier
- 1453: Dschakmak, Sultan der Mamluken in Ägypten
- 1455: Thomas Hoo, 1. Baron Hoo, englischer Adeliger und Höfling
- 1468: Juana Enríquez, Königin von Aragón
- 1494: Kilian von Bibra, Generalvikar des Bistums Würzburg

### 16. und 17. Jahrhundert
- 1539: Isabella d’Este, italienische Adlige, Regentin und Mäzenin der Renaissance
- 1542: Catherine Howard, fünfte Ehefrau des englischen Königs Heinrich VIII.
- 1548: Thomas Gassner, reformierter Theologe und Reformator

Eleonora di Mantova († 1550)

- 1550: Eleonora Gonzaga della Rovere, italienische Adelige, Herzogin von Urbino
- 1562: François I. de Clèves, Graf von Nevers und Eu sowie Graf von Beaufort
- 1571: Benvenuto Cellini, italienischer Bildhauer und Goldschmied
- 1585: Alfonso Salmerón, spanischer Jesuit, Prediger und Theologe
- 1587: Dorothea von Sachsen, Herzogin zu Braunschweig und Lüneburg, Fürstin von Braunschweig-Wolfenbüttel
- 1592: Jacopo Bassano, italienischer Maler
- 1604: Catherine de Bourbon, Regentin von Navarra
- 1608: Konstanty Wasyl Ostrogski, ruthenischer Fürst, Woiwode von Kiew
- 1616: Anders Sørensen Vedel, dänischer Historiker
- 1636: Barbara Sophia von Brandenburg, Herzogin von Württemberg
- 1660: Karl X. Gustav, König von Schweden
- 1662: Elisabeth Stuart, englische Adlige, Enkelin von Maria Stuart und Titularkönigin von Böhmen
- 1673: Joannes Baptista Dolar, slowenischer Komponist
- 1674: Jean de Labadie, französischer Mystiker und pietistischer Separatist
- 1678: Cosimo Fanzago, neapolitanischer Architekt, Bildhauer und Dekorateur
- 1682: Thomas Thynne, englischer Adeliger und Politiker
- 1687: Charles III. de Créquy, französischer General und Diplomat
- 1693: Johann Caspar von Kerll, deutscher Organist, Cembalist und Komponist

### 18. Jahrhundert
- 1704: Franz Kaspar von Stadion, Fürstbischof von Lavant
- 1716: Georg Albrecht Hamberger, deutscher Mathematiker und Physiker
- 1722: Friedrich Wilhelm I. Adolf, Fürst von Nassau-Siegen
- 1727: Adam Schöttl, bayerischer Aufständischer und Förster
- 1728: Cotton Mather, US-amerikanischer Puritaner
- 1741: Johann Joseph Fux, österreichischer Komponist
- 1744: Pierre Gobert, französischer Hofmaler
- 1756: Johann Gebhard, bayerischer Maler
- 1758: Johann Theodor von Arnold, deutscher Jurist und Gutsherr
- 1759: Christian Hauschild, deutscher evangelischer Theologe
- 1761: Justin Gerhard Duising, deutscher Mediziner und Hochschullehrer
- 1768: Adolf Gideon Bartholdi, deutscher Pädagoge
- 1769: Johann Hildebrand Withof, deutscher Professor für Beredsamkeit und Geschichte
- 1773: Pietro Bracci, italienischer Bildhauer
- 1787: Charles Gravier, comte de Vergennes, französischer Staatsmann, Außenminister
- 1788: Germain-Jean Drouais, französischer Maler
- 1789: Ethan Allen, US-amerikanischer Freiheitskämpfer für die Unabhängigkeit Vermonts im Amerikanischen Unabhängigkeitskrieg
- 1789: Fortunato Bartolomeo De Felice, italienisch-schweizerischer Philosoph, Wissenschaftler, Autor und Herausgeber der Encyclopédie d’Yverdon
- 1789: Paolo Renier, 119. und vorletzter Doge von Venedig
- 1798: Wilhelm Heinrich Wackenroder, deutscher Jurist und Schriftsteller
- 1798: Christian Friedrich Schwartz, deutscher Missionar

### 19. Jahrhundert

#### 1801–1850
- 1806: Sámuel Ambrózy, ungarischer Theologe
- 1809: Thomas Osbert Mordaunt, britischer Soldat und Poet
- 1817: Alexei Iwanowitsch Mussin-Puschkin, russischer Staatsbeamter, Historiker, Bücher- und Kunstsammler

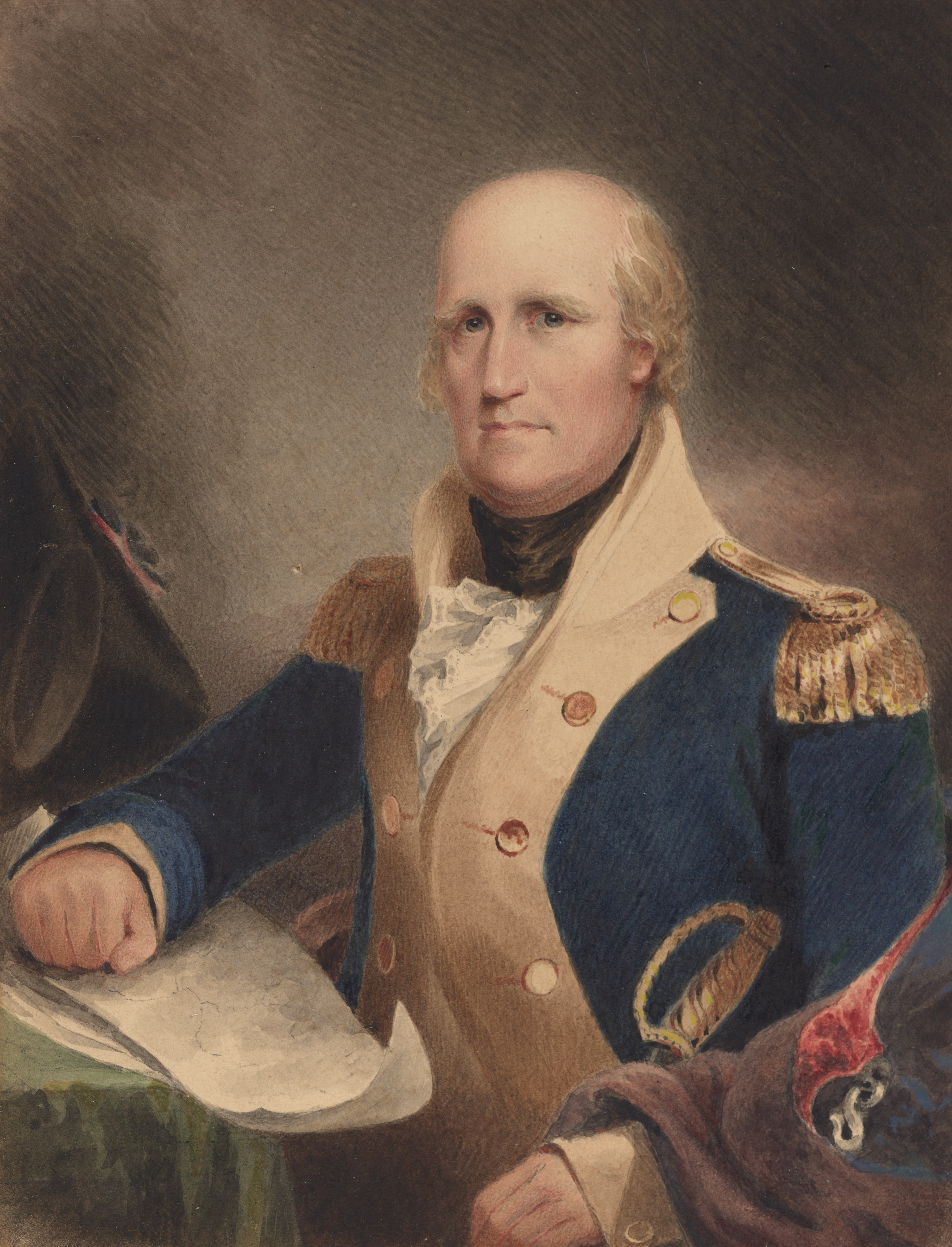
George Rogers Clark († 1818)

- 1818: George Rogers Clark, US-amerikanischer Pionier, Kämpfer im Amerikanischen Unabhängigkeitskrieg und Indianerkenner
- 1820: Peleg Arnold, US-amerikanischer Jurist und Politiker
- 1825: Ferdinand Kunz, deutscher Hochschullehrer
- 1830: Franz Raffl, österreichischer Landwirt, Verräter von Andreas Hofer (Verräter von Tirol)
- 1833: Stanisław Poniatowski, polnischer General und Großkämmerer von Litauen
- 1840: Nicolas-Joseph Maison, französischer General und Staatsmann, Marschall von Frankreich
- 1841: Thomas Ainsworth, britisch-niederländischer Textilindustrieller
- 1845: Henrich Steffens, norwegisch-deutscher Philosoph, Naturforscher und Dichter

#### 1851–1900
- 1858: Hermann Heinrich Gossen, preußischer Nationalökonom
- 1859: Elizabeth Acton, britische Köchin, Kochbuchautorin und Dichterin
- 1862: Leopold Schefer, deutscher Dichter und Komponist
- 1864: Amraal Lambert, Namibier, Kaptein der Lambert-Nama
- 1870: Franz Unger, österreichischer Botaniker, Paläontologe und Pflanzenphysiologe
- 1876: Gabriel Andral, französischer Mediziner
- 1883: Richard Wagner, deutscher Komponist, Schriftsteller, Theaterregisseur, Dirigent und Festspielgründer
- 1887: Nicolas Adames, Bischof von Luxemburg
- 1890: Chalifa ibn Said, Sultan von Sansibar
- 1891: David Dixon Porter, US-amerikanischer Admiral
- 1891: Robert Duncan Wilmot, kanadischer Politiker
- 1892: Wilhelm Junker, deutscher Afrikaforscher
- 1892: Lambert Massart, belgischer Violinist
- 1893ː Samson Gunzenhauser, deutscher Rabbiner
- 1895: Friedrich Scheuchzer, Schweizer Mediziner, Redakteur und Politiker
- 1896: Ludwig Gabillon, deutsch-österreichischer Burgschauspieler und Regisseur
- 1896: Carl Martin Reinthaler, deutscher Komponist, Dirigent und Leiter des Domchors in Bremen
- 1897: Friedrich Mitterwurzer, österreichischer Schauspieler
- 1898: Gustav Kálnoky, österreichisch-ungarischer Staatsmann und Diplomat

### 20. Jahrhundert

#### 1901–1925
- 1905: Wilhelm Gurlitt, deutscher Archäologe
- 1906: Albert Gottschalk, dänischer Maler
- 1909: Hugo Egmont Hørring, dänischer Jurist und Politiker, Minister und Ministerpräsident
- 1913: Johann Josef Ammann, österreichischer Ethnograph und Pädagoge
- 1913: Louis Aronstein, deutscher Physiker und Chemiker

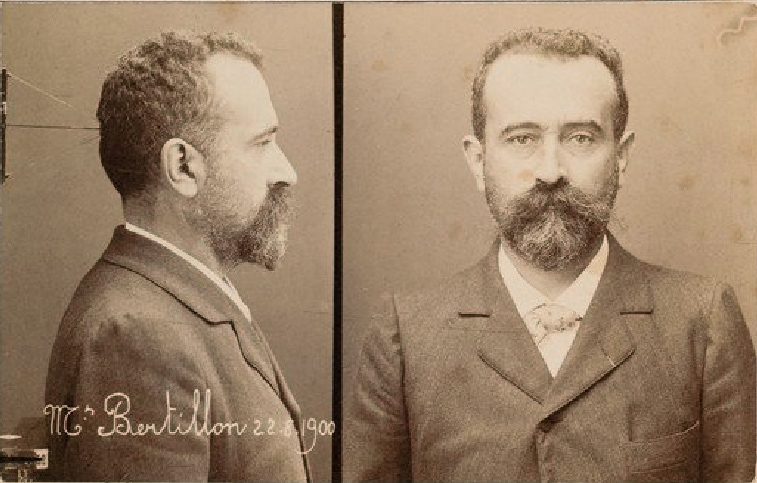
Alphonse Bertillon († 1914)

- 1914: Alphonse Bertillon, französischer Kriminalist und Anthropologe
- 1916: Anni Marie Abdoullah-Hammerschmidt, österreichische Malerin
- 1916: Carlos Antonio Mendoza, dritter Staatspräsident von Panama
- 1920: Otto Gross, österreichischer Arzt und Revolutionär

#### 1926–1950

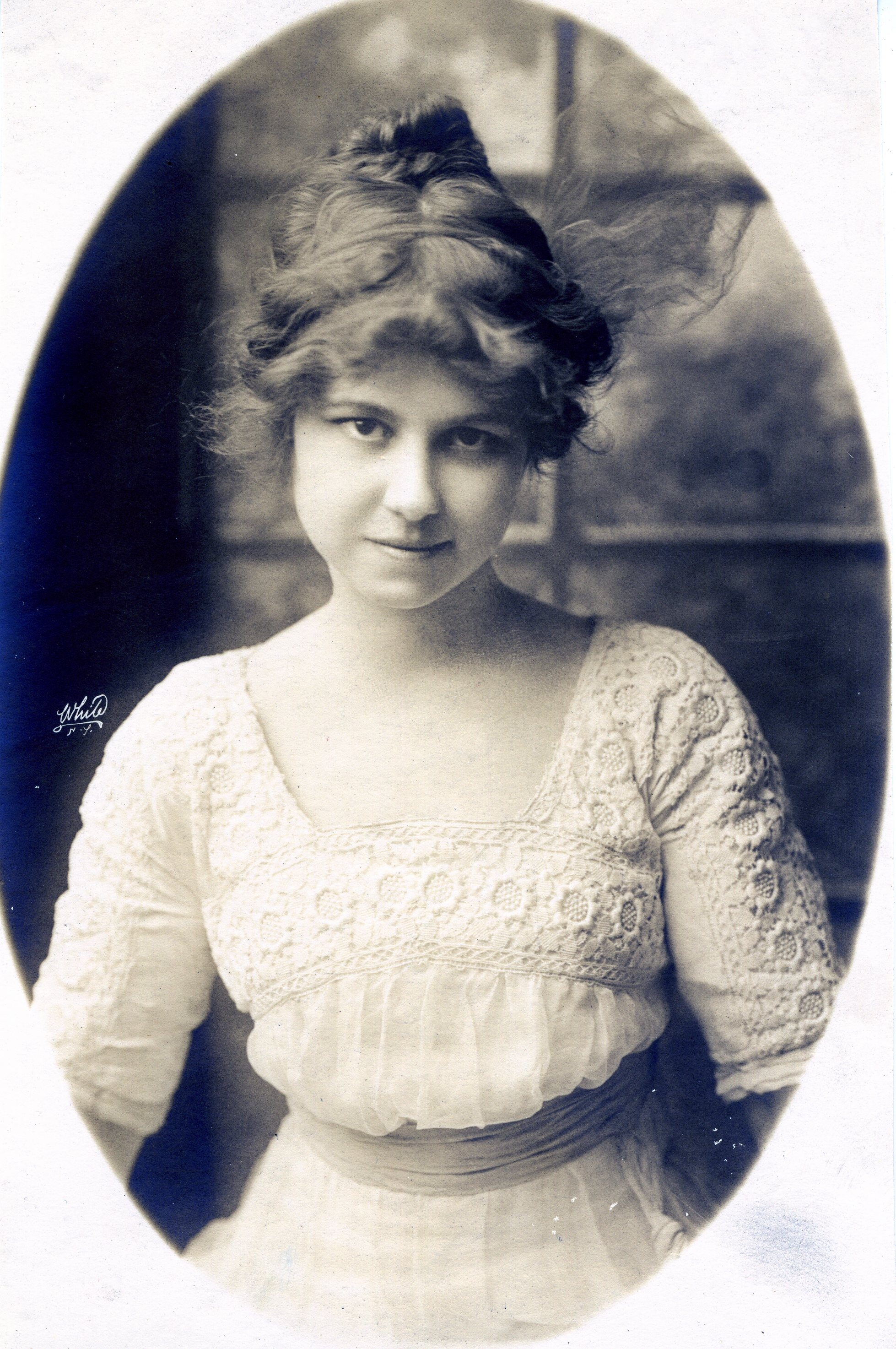
Marcet Haldeman († 1941)

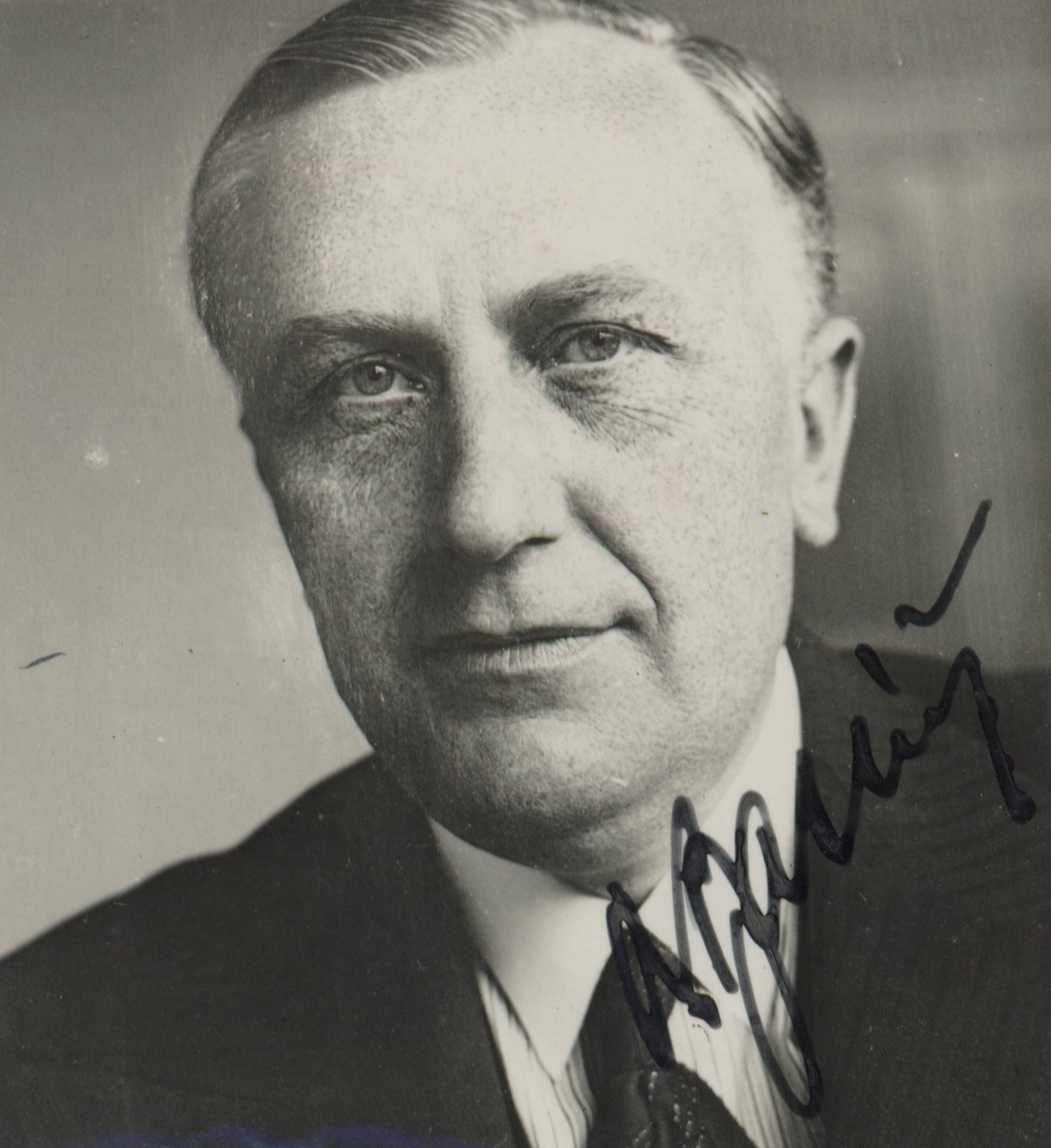
Otakar Batlička († 1942)

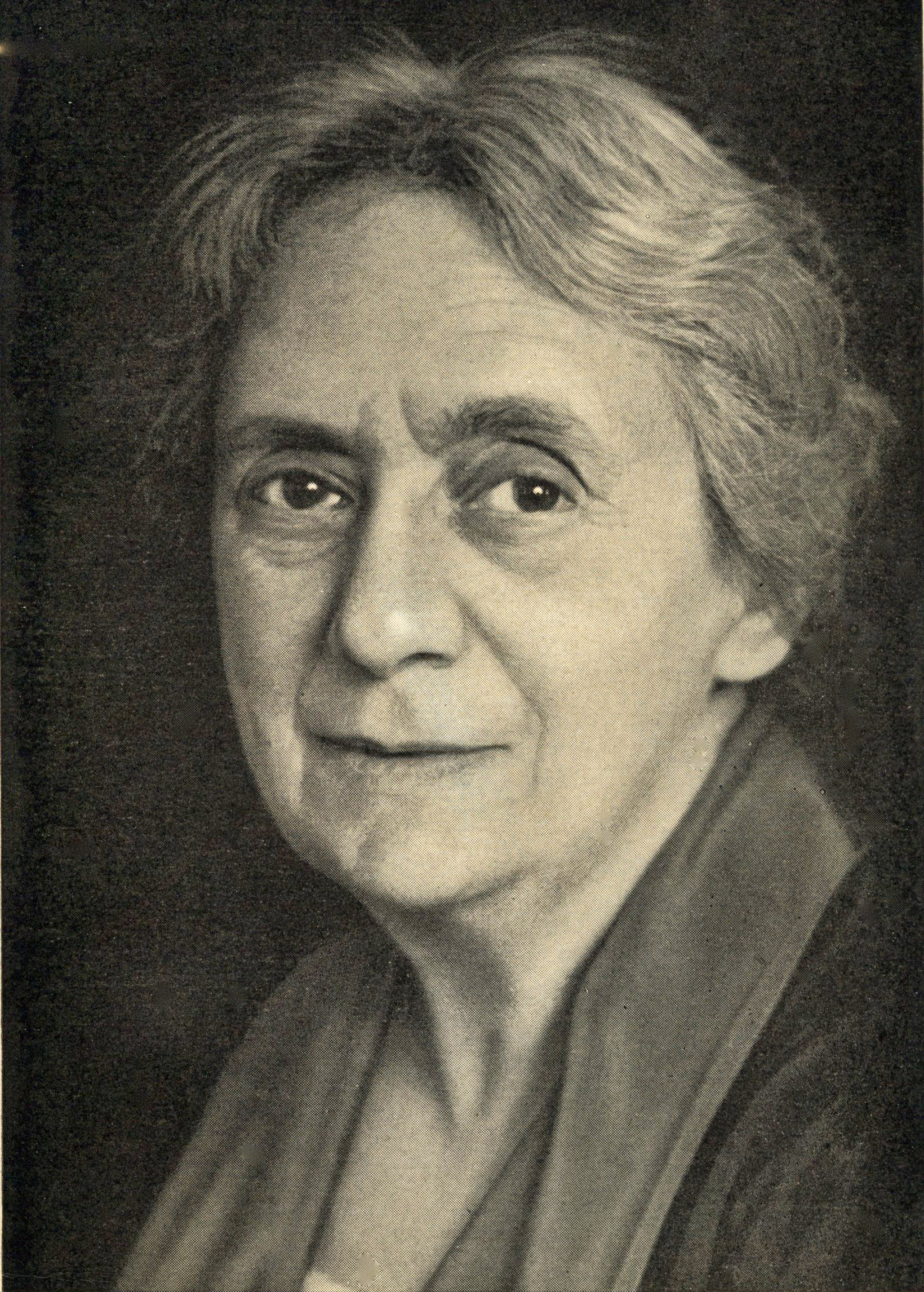
Henrietta Szold († 1945)

- 1926: Edmund Dalbor, polnischer Priester, Erzbischof von Gnesen und Posen und Kardinal
- 1926: Friedrich Krafft von Crailsheim, bayerischer Politiker
- 1926: Francis Ysidro Edgeworth, irischer Ökonom
- 1927: Brooks Adams, US-amerikanischer Historiker
- 1927: Christian Landenberger, deutscher Maler des Impressionismus
- 1928: Franz Christoph Büscher, deutscher Jurist
- 1929: Franz Oppenheim, deutscher Chemiker, Industrieller und Kunstsammler französischer Impressionisten
- 1929: Heinrich Busch, deutscher Pianist und Komponist
- 1930: Conrad Ansorge, deutscher Pianist, Komponist und Musikpädagoge
- 1930: Anton Faistauer, österreichischer Maler
- 1931: Adolf Arye Schwarz, österreichisch-ungarischer Rabbiner und Publizist
- 1934: Carl Appel, deutscher Romanist und Hochschullehrer
- 1934ː Anna Ettlinger, deutsche Literaturdozentin, Schriftstellerin und Frauenrechtlerin
- 1935: Herbert Giles, britischer Sinologe
- 1937: Carl Albrecht Bernoulli, Schweizer evangelischer Theologe und Schriftsteller
- 1938: Ludwig Schemann, deutscher Schriftsteller, Übersetzer und Rassentheoretiker
- 1939: Søren Sørensen, dänischer Chemiker
- 1939: Caius Welcker, niederländischer Fußballspieler
- 1941: Blind Boy Fuller, US-amerikanischer Blues-Musiker
- 1941: Marcet Haldeman, US-amerikanische Autorin
- 1942: Otakar Batlička, tschechischer Radioamateur, Weltenbummler, Schriftsteller und Widerstandskämpfer gegen den Nationalsozialismus
- 1942: Carlos López y Valles, mexikanischer Schauspieler
- 1943ː Josefa Metz, deutsche Schriftstellerin, Opfer der Shoah
- 1945: Karl Paul Andrae, deutscher Architekt und Künstler
- 1945: Ottomar Enking, deutscher Schriftsteller und Professor
- 1945: Dora Köring, deutsche Tennisspielerin
- 1945ː Gertrud Schäfer, deutsche Malerin und Lithographin, Mitglied der Gruppe Dresdner Künstlerinnen
- 1945: Henrietta Szold, US-amerikanische Zionistin
- 1945: Oswald Hempel, deutscher Puppenspieler
- 1946: Harold S. Bucquet, US-amerikanischer Filmregisseur englischer Herkunft
- 1947: Erich Hecke, deutscher Mathematiker
- 1950: Rafael Sabatini, italienisch-britischer Schriftsteller

#### 1951–1975
- 1951: Lars Gabriel Andersson, schwedischer Lehrer und Herpetologe
- 1952: Alfred Einstein, deutsch-US-amerikanischer Musikwissenschaftler
- 1953: Manfred Curry, deutsch-US-amerikanischer Arzt, Erfinder, Segler und Buchautor
- 1954: Paul Heidelbach, deutscher Schriftsteller, Stadtarchivar, Herausgeber und Bibliothekar
- 1954: Heinrich Zerkaulen, deutscher Schriftsteller
- 1956: Jan Łukasiewicz, polnischer Philosoph, Mathematiker und Logiker
- 1957: Gustav Mie, deutscher Physiker
- 1958: Anna Jansson, schwedische Autorin
- 1958: Aymé Kunc, französischer Komponist, Dirigent und Musikpädagoge

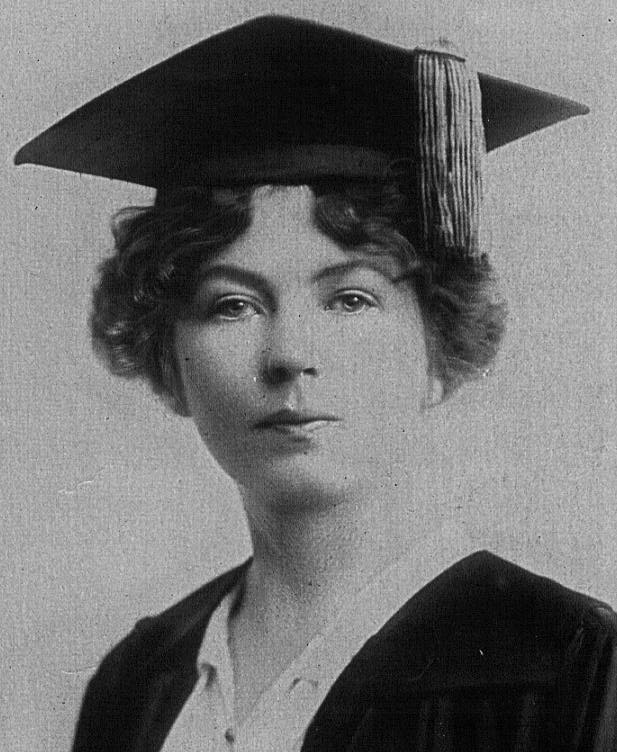
Christabel Pankhurst († 1958)

- 1958: Christabel Pankhurst, britische Frauenrechtlerin
- 1958: Georges Rouault, französische Maler und Grafiker
- 1959: Johannes Degener, deutscher Politiker, MdL, MdB
- 1959: Georg Reimer, deutscher Heimatforscher
- 1961: Arthur Ripley, US-amerikanischer Drehbuchautor, Filmregisseur und -produzent
- 1963: Oskar Helmer, österreichischer Politiker
- 1963: Iris Knobloch, deutsche Managerin und Präsidentin des Filmfestivals von Cannes
- 1963: Oswald Thomas, österreichischer Astronom
- 1964: Hans Zöberlein, deutscher Schriftsteller
- 1964: Paulino Alcántara, spanisch-philippinischer Fußballspieler
- 1964: Werner Heyde, deutscher Psychiater und Neurologe, Mittäter der Euthanasiemorde in der NS-Zeit (Aktion T4)
- 1965: Wilhelm Fink, deutscher Historiker und Heimatforscher
- 1965: Humberto Delgado, portugiesischer General und Politiker
- 1966: Marguerite Long, französische Komponistin
- 1967: Yoshisuke Aikawa, japanischer Unternehmer und Politiker
- 1968: Ildebrando Pizzetti, italienischer Komponist
- 1969: Georges Jouatte, französischer Tenor und Musikpädagoge
- 1969: Kazimierz Wierzyński, polnischer Schriftsteller
- 1970: Hans-Jürgen Krahl, deutscher Studentenaktivist der 68er-Bewegung
- 1971: Emil Fuchs, deutscher Theologe

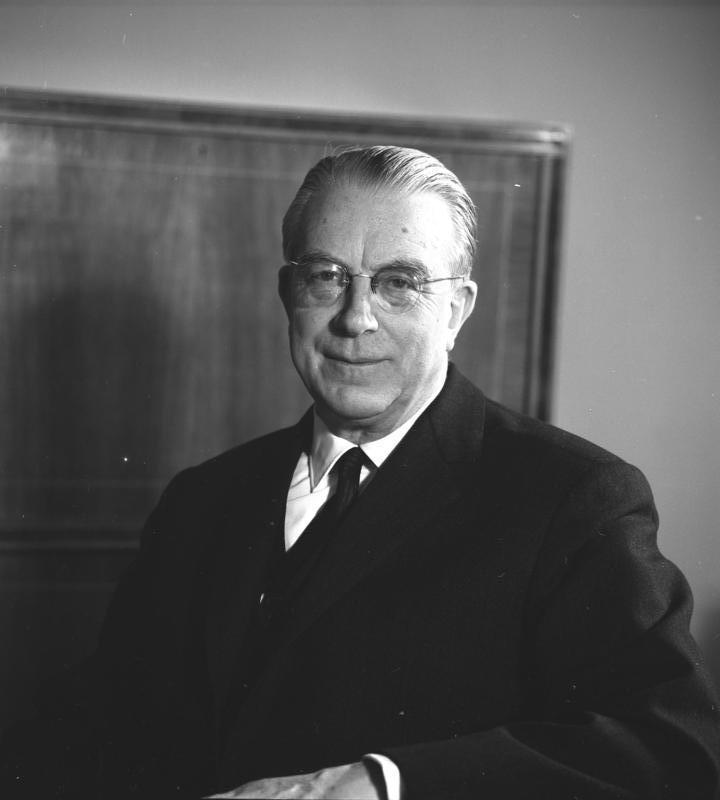
Hans Globke († 1973)

- 1973: Hans Globke, deutscher Verwaltungsjurist, Kommentator der Nürnberger Rassegesetze, Chef des Bundeskanzleramts
- 1973: Hans Kmoch, österreichischer Schachspieler
- 1974: Adolf Arndt, deutscher Jurist und Politiker, MdL und Senator, MdB
- 1974: Leslie Munro, neuseeländischer Politiker, Botschafter von Neuseeland in den USA

#### 1976–2000
- 1976: Paul Russo, US-amerikanischer Autorennfahrer
- 1976: Anton Tautscher, österreichischer Professor für Volkswirtschaftslehre und Finanzwissenschaft
- 1977: Otto Niebergall, deutscher Politiker, MdB
- 1979: Franz Jacobi, deutscher Hüttenbeamter und Fußballfunktionär in Dortmund
- 1980: Marian Rejewski, polnischer Mathematiker
- 1981: Rolf Schwedler, deutscher Politiker, MdL und Senator, MdB
- 1982: Archangelus Löslein, deutscher Kapuzinerpater
- 1982: Frank Séchehaye, Schweizer Fußballtorhüter und Automobilrennfahrer
- 1983: Gerald Strang, US-amerikanischer Komponist
- 1984: Roland Bainton, US-amerikanischer Theologe, Kirchenhistoriker und Hochschullehrer
- 1990ː Juliane Freiin von Campenhausen, deutsche Politikerin
- 1990: Heinz Haber, deutscher Physiker, Astronom und Fernsehautor
- 1991: Arno Breker, deutscher Bildhauer und Architekt, umstritten wegen seiner Arbeiten für die Nationalsozialisten
- 1992: Gyula Kovács, ungarischer Jazzschlagzeuger
- 1994: Edgar Ott, deutscher Schauspieler
- 1995: Alberto Burri, italienischer Maler
- 1995: Edward Bury, polnischer Komponist, Dirigent, Pianist und Musikpädagoge
- 1996: Arthur William Hope Adkins, britischer Klassischer Philologe
- 1996: Martin Balsam, US-amerikanischer Schauspieler
- 1997: Carl Appel, österreichischer Architekt
- 1997: Thies Christophersen, deutscher Landwirt, Revisionist und Holocaustleugner
- 2000: Rüdiger Altmann, deutscher Publizist
- 2000: Rudolf Asmus, tschechischer Opernsänger
- 2000: James Cooke Brown, US-amerikanischer Soziologe und Science-Fiction-Autor

### 21. Jahrhundert

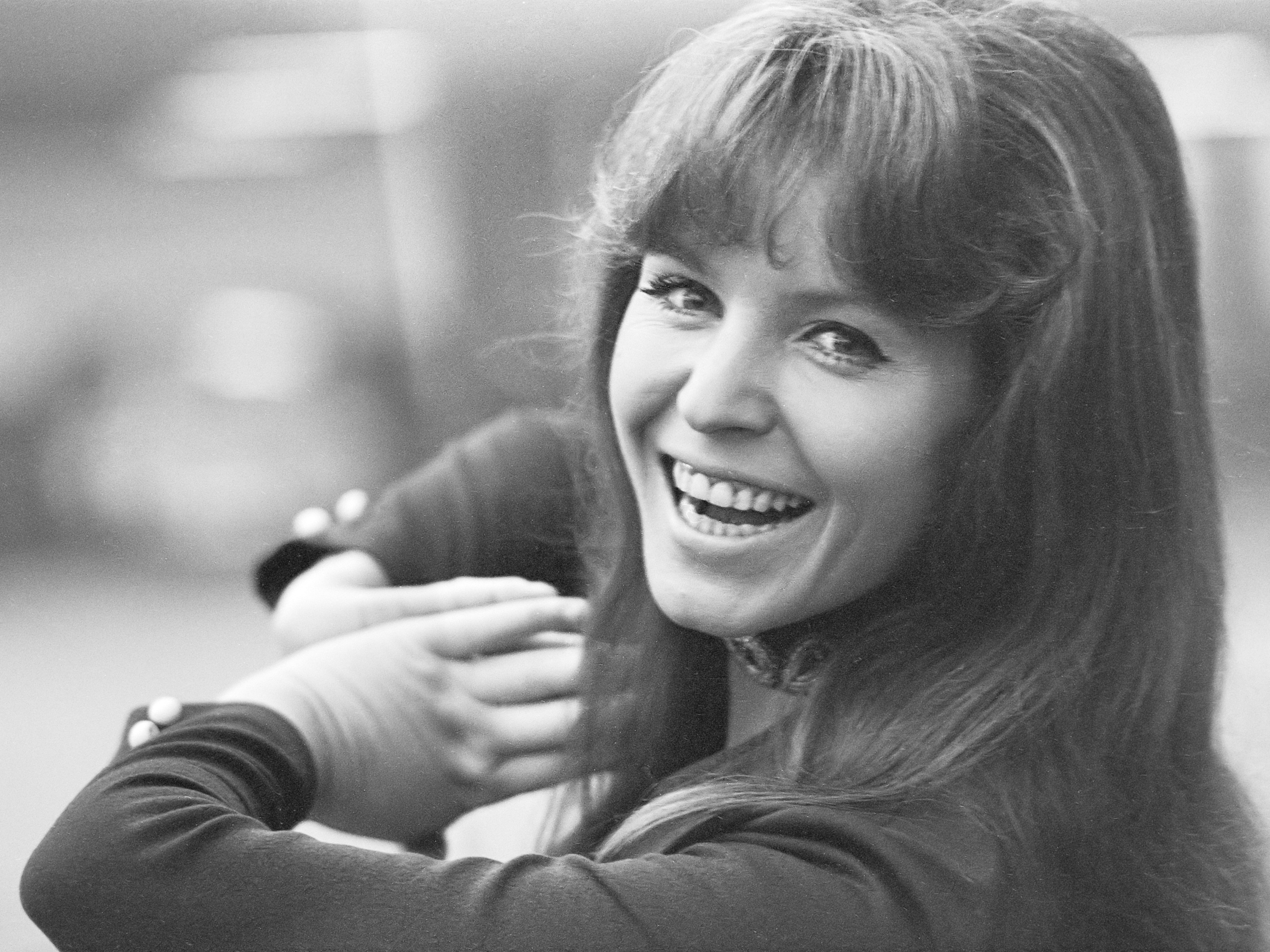
Manuela († 2001)

- 2001: Manuela, deutsche Schlagersängerin
- 2002: Theresa Bernstein, US-amerikanische Künstlerin
- 2002ː Marga Bührig,  deutsch-schweizerische Germanistin, Theologin und Frauenrechtlerin
- 2002: Waylon Jennings, US-amerikanischer Country-Musiker
- 2002: Manfred Kuschmann, deutscher Leichtathlet
- 2003: Walt Whitman Rostow, US-amerikanischer Ökonom, Wirtschaftshistoriker, nationaler Sicherheitsberater
- 2003: Claude Savard, kanadischer Pianist und Musikpädagoge
- 2004: Selimchan Abdumuslimowitsch Jandarbijew, tschetschenischer Dichter, Literaturwissenschaftler, Kinderbuchautor und Separatistenführer
- 2005: Saminini Arulappa, indischer Geistlicher, Erzbischof von Hyderabad
- 2005: Fritz Deumlich, deutscher Geodät
- 2005: Lúcia dos Santos, portugiesische Nonne, mutmaßliche Zeugin einer Marienerscheinung in Fátima
- 2005: Sixten Ehrling, schwedischer Dirigent
- 2005: Maurice Trintignant, französischer Autorennfahrer
- 2006: Andreas Katsulas, US-amerikanischer Schauspieler
- 2006: Peter Strawson, britischer Philosoph
- 2007: Paolo Pileri, italienischer Motorradrennfahrer
- 2007: Johanna Sällström, schwedische Schauspielerin
- 2007: Holger Vistisen, dänischer Schauspieler
- 2008: Franz Hagmann, Schweizer Kommunalpolitiker
- 2008: Kon Ichikawa, japanischer Filmregisseur und Drehbuchautor
- 2008: Gerhard Neiber, deutscher General, Stellvertreter des Ministers für Staatssicherheit der DDR
- 2008: Peter Orthofer, deutsch-österreichischer Journalist, Autor und Kabaretttexter

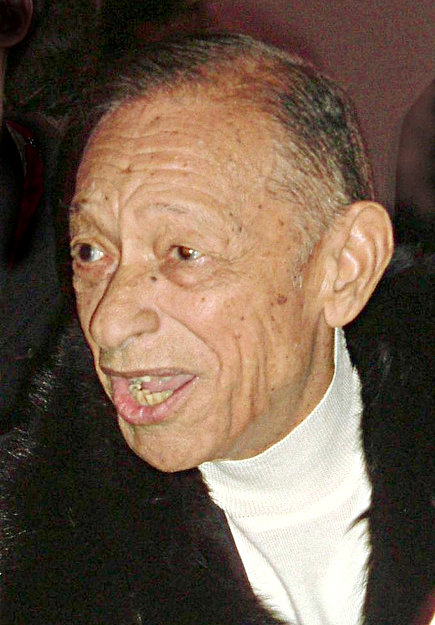
Henri Salvador († 2008)

- 2008: Henri Salvador, französischer Chansonnier, Gitarrist und Fernseh-Moderator
- 2008: Karl Schnell, deutscher General
- 2011: Manuel Esperón, mexikanischer Filmkomponist
- 2011: Günther Jahn, deutscher Maler und Grafiker
- 2012: Frank Braña, spanischer Schauspieler
- 2013: Stefan Wigger, deutscher Schauspieler
- 2014: Ernst-Albert Arndt, deutscher Meeresbiologe
- 2014: Piero D’Inzeo, italienischer Springreiter
- 2014: Richard Møller Nielsen, dänischer Fußballspieler und -trainer
- 2014: Ralph Waite, US-amerikanischer Schauspieler
- 2015: Geneviève Dormann, französische Journalistin und Schriftstellerin
- 2015: David Maxwell, US-amerikanischer Bluespianist
- 2015: Bernd Schirrmacher, deutscher Professor für Nachrichtentechnik
- 2016: Yvonne Barr, irisch-australische Virologin
- 2016: Reinhard Fißler, deutscher Rocksänger und Gitarrist
- 2016: Trifon Iwanow, bulgarischer Fußballspieler
- 2016: Giorgio Rossano, italienischer Fußballspieler
- 2016: Antonin Scalia, US-amerikanischer Jurist, Richter am Bundesgericht
- 2017: Kim Jong-nam, Sohn des nordkoreanischen Diktators Kim Jong-il
- 2017: Ernst Schulin, deutscher Historiker

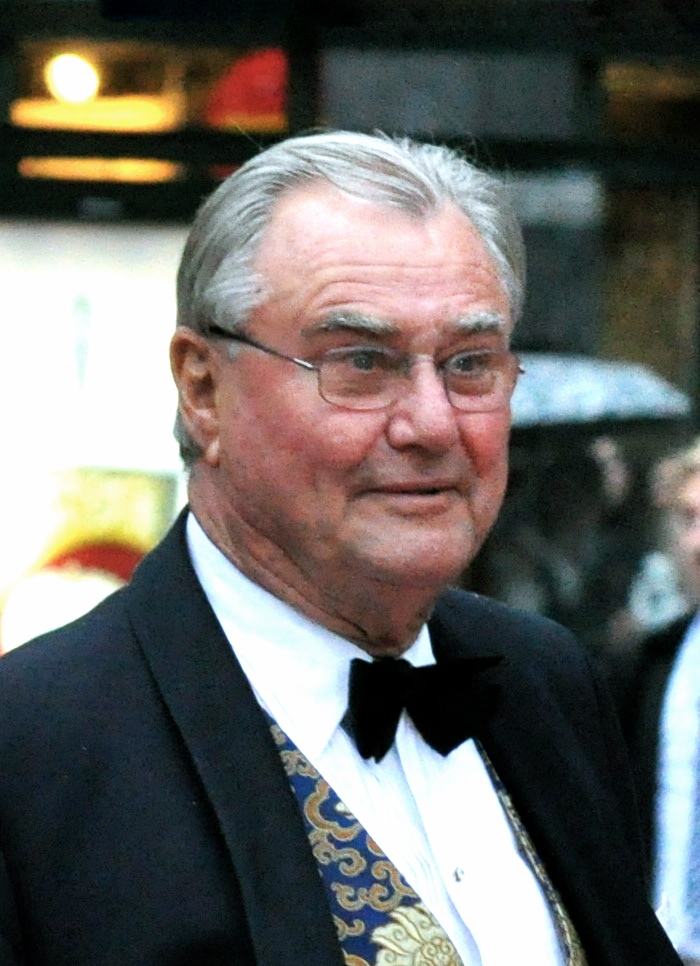
Henrik von Dänemark († 2018)

- 2018: Henrik von Dänemark, dänischer Prinzgemahl
- 2018: Wilfried Minks, deutscher Bühnenbildner und Theaterregisseur
- 2019: Christopher Knopf, US-amerikanischer Drehbuchautor
- 2019: Hans Stadlmair, österreichischer Dirigent und Komponist
- 2021: John Harris, britischer Autorennfahrer
- 2021: Bolesław Kwiatkowski, polnischer Basketballspieler
- 2021: Karl-Heinz Lather, deutscher General
- 2021: Wilhelm Neuwirth, österreichischer Ordenspriester
- 2022: Berit Berthelsen, norwegische Leichtathletin
- 2023: Mikaela Fabricius-Bjerre, finnische Dressurreiterin
- 2023: Claudia Hiepel, deutsche Historikerin
- 2023: Carl-Åke Ljung, schwedischer Kanute
- 2023: Kéné Ndoye, senegalesische Leichtathletin
- 2025ː Jacqueline van Maarsen, niederländische Autorin und Buchbinderin, Schulfreundin von Anne Frank

## Feier- und Gedenktage
- Kirchliche Gedenktage
  - Hll. Priszilla und Aquila, Glaubensboten in Ephesus und Rom (orthodox, evangelisch: LCMS, der römisch-katholische Gedenktag ist am 8. Juli)
  - Christian Friedrich Schwartz, deutscher Missionar (evangelisch)
  - Apollos, biblische Person (evangelisch: LCMS)

Weitere Einträge enthält die Liste von Gedenk- und Aktionstagen.